# Испания на летних Олимпийских играх 2016
Испания на летних Олимпийских играх 2016 года была представлена 305 спортсменами в 25 видах спорта. Олимпийские лицензии испанские спортсмены не смогли завоевать в современном пятиборье, фехтовании и футболе. Знаменосцем сборной Испании на церемонии открытия Игр стал теннисист обладатель карьерного «Золотого шлема» в одиночном разряде (победа на всех турнирах Большого шлема и олимпийское золото не в один год) Рафаэль Надаль, а на церемонии закрытия — легкоатлет Хесус Анхель Гарсия, ставший первым в истории Испании участником семи Олимпийских игр. По итогам соревнований на счету испанских спортсменов было 7 золотых, 4 серебряных и 6 бронзовых медалей, что позволило сборной Испании занять 14-е место в неофициальном медальном зачёте.

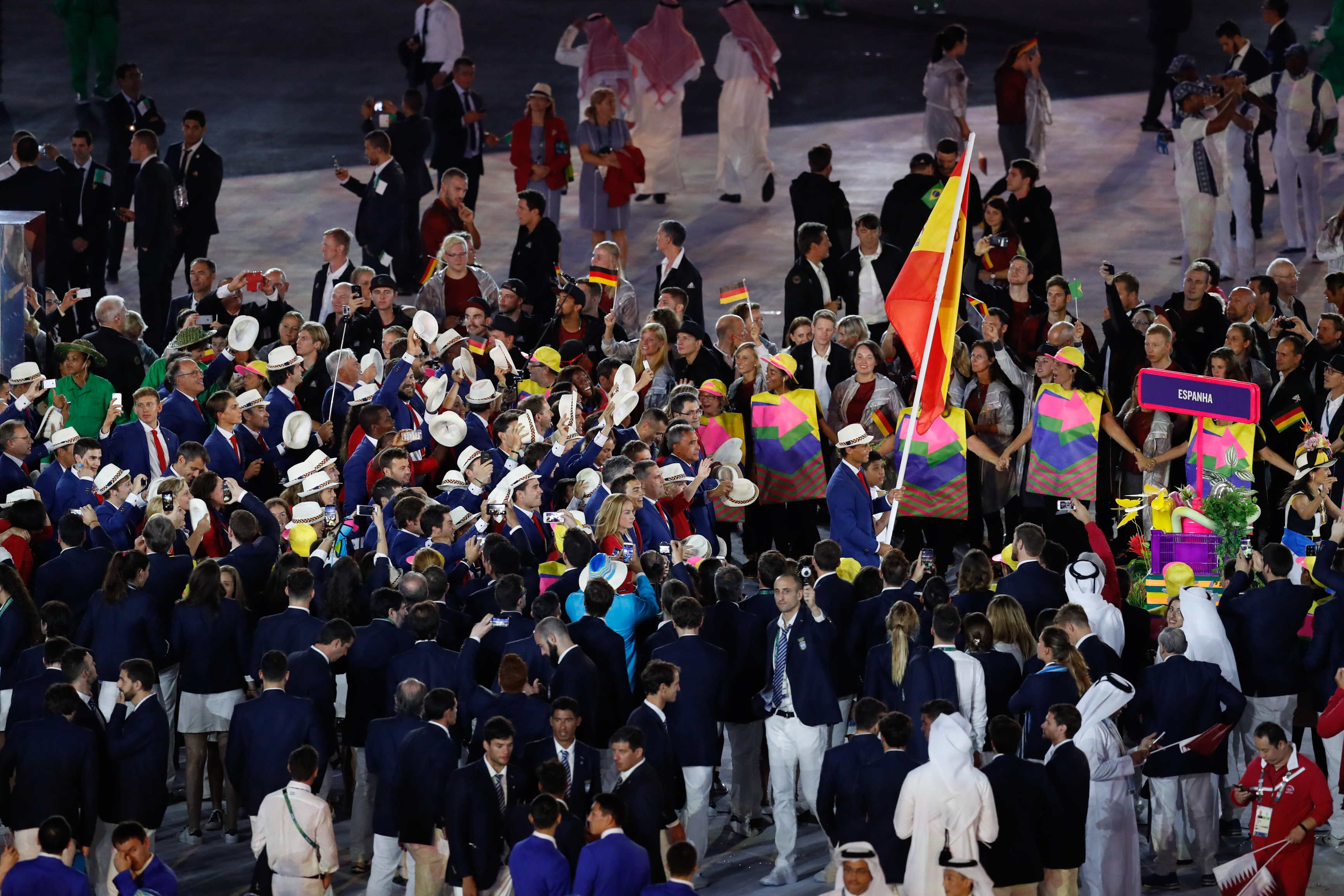
Спортсмены Испании во время парада наций на церемонии открытия Олимпийских игр

## Медали
| Золото  | |                                                            |            |
| №       | Спортсмены | Вид спорта (дисциплина)                                    | Дата       |
| 1       | Мирея Бельмонте Гарсия | Плавание (200 метров баттерфляем, женщины)                 | 10 августа |
| 2       | Маялен Шурро | Гребля на байдарках и каноэ (гребной слалом, K-1, женщины) | 11 августа |
| 3       | Марк Лопес Рафаэль Надаль | Теннис (парный разряд, мужчины)                            | 12 августа |
| 4       | Маркус Вальц | Гребля на байдарках и каноэ (K-1, 1000 метров, мужчины)    | 16 августа |
| 5       | Сауль Кравиотто Кристиан Торо | Гребля на байдарках и каноэ (K-2, 200 метров, мужчины)     | 18 августа |
| 6       | Каролина Марин | Бадминтон (одиночный разряд, женщины)                      | 19 августа |
| 7       | Рут Бейтиа | Лёгкая атлетика (прыжки в высоту, женщины)                 | 20 августа |
| Серебро | |                                                            |            |
| №       | Спортсмены | Вид спорта (дисциплина)                                    | Дата       |
| 1       | Орландо Ортега | Лёгкая атлетика (бег на 110 метров с барьерами, мужчины)   | 16 августа |
| 2       | Эва Кальво | Тхэквондо (до 57 кг, женщины)                              | 18 августа |
| 3       | Женская сборная по баскетболу Лаура Гиль Сильвия Домингес Лаура Кеведо Анна Крус Асту Ндур Лаура Николлс Лаия Палау Лусила Паскуа Леонор Родригес Летисия Ромеро Альба Торренс Марта Шаргай                     | Баскетбол (женщины)                                        | 20 августа |
| 4       | Сандра Агилар Артеми Гавесу Алехандра Кереда Элена Лопес Лурдес Моэдано | Художественная гимнастика (групповое многоборье, женщины)  | 21 августа |
| Бронза  | |                                                            |            |
| №       | Спортсмены | Вид спорта (дисциплина)                                    | Дата       |
| 1       | Мирея Бельмонте Гарсия | Плавание (400 метров комплексным плаванием, женщины)       | 6 августа  |
| 2       | Лидия Валентин | Тяжёлая атлетика (до 75 кг, женщины)                       | 12 августа |
| 3       | Хоэль Гонсалес | Тхэквондо (до 68 кг, мужчины)                              | 18 августа |
| 4       | Сауль Кравиотто | Гребля на байдарках и каноэ (K-1, 200 метров, мужчины)     | 20 августа |
| 5       | Мужская сборная по баскетболу Алекс Абринес Пау Газоль Хосе Кальдерон Виктор Клавер Серхио Ллулль Никола Миротич Хуан Карлос Наварро Фелипе Рейес Серхио Родригес Рики Рубио Руди Фернандес Гильермо Эрнангомес | Баскетбол (мужчины)                                        | 21 августа |
| 6       | Карлос Колома | Велоспорт (кросс-кантри, мужчины)                          | 21 августа |

## Состав сборной
Академическая гребля
1. По Вела
2. Алекс Сигурбьорнссон
3. Анна Боада
4. Айна Сид

 Бадминтон
1. Пабло Абиан
2. Каролина Марин

 Баскетбол
1. Алекс Абринес
2. Пау Газоль
3. Хосе Кальдерон
4. Виктор Клавер
5. Серхио Льюль
6. Никола Миротич
7. Хуан Карлос Наварро
8. Фелипе Рейес
9. Серхио Родригес
10. Рики Рубио
11. Руди Фернандес
12. Вилли Эрнангомес
13. Лаура Гиль
14. Сильвия Домингес
15. Лаура Кеведо
16. Анна Крус
17. Асту Ндур
18. Лаура Николлс
19. Лаия Палау
20. Лусила Паскуа
21. Леонор Родригес
22. Летисия Ромеро
23. Альба Торренс
24. Марта Шаргай

 Бокс
1. Самуэль Кармона
2. Юба Сиссоко

 Борьба
Вольная борьба
1. Таймураз Фриев

Велоспорт
 Шоссейный велоспорт
1. Алехандро Вальверде
2. Ион Исагирре
3. Джонатан Кастровьехо
4. Хоаким Родригес
5. Иманоль Эрвити
6. Ане Сантестебан

 Трековый велоспорт
1. Хуан Перальта
2. Тания Кальво
3. Элена Касас

 Маунтинбайк
1. Давид Валеро
2. Карлос Колома
3. Хосе Антонио Эрмида

 Водное поло
1. Иньяки Агилар
2. Рикард Аларкон
3. Марк Рока Барсело
4. Даниэль Лопес
5. Блай Мальярак
6. Марк Мингель
7. Гильермо Молина
8. Альберто Мунаррис
9. Балаж Сираньи
10. Рохер Тауль
11. Франсиско Фернандес
12. Альберт Эспаньол
13. Гонсало Эченике
14. Марта Бак
15. Мария Гарсия Годон
16. Паула Лейтон
17. Лаура Лопес
18. Беатрис Ортис
19. Матильде Ортис
20. Мария дель Пилар Пенья
21. Росер Тарраго
22. Жудит Форка
23. Патрисия Эррера
24. Анни Эспар
25. Клара Эспар
26. Лаура Эстер

 Гандбол
1. Макарена Агилар
2. Нели Карла Альберто
3. Лара Гонсалес
4. Александрина Кабраль
5. Марта Лопес
6. Марта Манге
7. Кармен Мартин
8. Сильвия Наварро
9. Дарли де Паула
10. Нерея Пена
11. Элисабет Пинедо
12. Элисабет Чавес
13. Найяра Эгоске
14. Патрисия Элорса
15. Аинхоа Эрнандес

 Гольф
1. Серхио Гарсия
2. Рафаэль Кабрера-Бельо
3. Асахара Муньос
4. Карлота Сиганда

Гребля на байдарках и каноэ
 Гребля на гладкой воде
1. Альфонсо Бенавидес
2. Маркус Вальц
3. Оскар Каррера
4. Сауль Кравиотто
5. Иньиго Пенья
6. Кристиан Торо
7. Родриго Хермаде
8. Хавьер Эрнанц
9. Мария Тереса Портела

 Гребной слалом
1. Андер Элосеги
2. Маялен Шурро

 Дзюдо
1. Франсиско Гарригос
2. Сугой Уриарте
3. Мария Бернабеу
4. Лаура Гомес
5. Хулия Фигероа

 Конный спорт
1. Серхио Альварес
2. Эдуардо Альварес
3. Клаудио Кастилья
4. Хосе Мануэль Мартин
5. Мануэль Фернандес
6. Северо Хурадо
7. Альберто Эрмосо
8. Пилар Лукреция
9. Беатрис Феррер-Салат

 Лёгкая атлетика
1. Антонио Абадиа
2. Даниэль Андухар
3. Франсиско Арсилья
4. Давид Бустос
5. Борха Вивас
6. Хесус Анхель Гарсиа
7. Альваро Де Арриба
8. Хосе Игнасио Диас
9. Фернандо Карро
10. Франк Касаньяс
11. Карлес Кастильехо
12. Йидьель Контрерас
13. Кевин Лопес
14. Мигель Анхель Лопес
15. Альваро Мартин
16. Лоис Майкель Мартинес
17. Себастиан Мартос
18. Абдельазиз Мерзуги
19. Адель Мешааль
20. Жан-Мари Окуту
21. Орландо Ортега
22. Бруно Ортелано
23. Хавьер Сьенфуэгос
24. Карлос Тобалина
25. Пау Тоннесен
26. Пабло Торрихос
27. Серхио Фернандес
28. Илиас Фифа
29. Хесус Эспанья
30. Алессандра Агилар
31. Сабина Асенхо
32. Рут Бейтиа
33. Ааури Бокеса
34. Эстела Гарсия
35. Трихас Гебре
36. Эстер Герреро
37. Ракель Гонсалес
38. Асусена Диас
39. Хулиет Итоя
40. Диана Мартин
41. Консепсьон Монтанер
42. Эстела Наваскес
43. Беатрис Паскуаль
44. Патрисия Саррапио
45. Юлия Такач
46. Каридад Херес
47. Мария дель Мар Ховер

 Настольный теннис
1. Хэ Чживэнь
2. Галина Дворак
3. Шэнь Яньфэй

 Парусный спорт
1. Хоакин Бланко
2. Диего Ботин
3. Яго Лопес
4. Иван Пастор[англ.]
5. Хоан Херп
6. Хорди Чаммар
7. Фернандо Эчаварри
8. Марина Алабау
9. Берта Бетансос
10. Барбара Корнуделья
11. Сара Лопес
12. Тара Пачеко
13. Алисия Себриан
14. Тамара Эчегойен

 Плавание
1. Маркель Альберди
2. Антонио Арройо
3. Хьюго Гонсалес
4. Мигель Дуран
5. Виктор Мартин
6. Айтор Мартинес
7. Бруно Ортис-Каньявате
8. Мигель Ортис-Каньявате
9. Карлос Перальта
10. Хоан Льюис Понс
11. Альберт Пуиг
12. Марк Санчес
13. Эдуардо Солаэче
14. Мирея Бельмонте Гарсия
15. Джессика Валь
16. Мария Вилас
17. Эрика Вильяэсиха Гарсия
18. Фатима Гальярдо
19. Марта Гонсалес
20. Худит Игнасио
21. Патрисия Кастро
22. Мелания Коста
23. Дуанье да Роша
24. Африка Саморано

 Пляжный волейбол
1. Адриан Гавира
2. Пабло Эррера
3. Эльса Бакерисо
4. Лилиана Фернандес

 Регби-7
1. Квота 1
2. Квота 2
3. Квота 3
4. Квота 4
5. Квота 5
6. Квота 6
7. Квота 7
8. Квота 8
9. Квота 9
10. Квота 10
11. Квота 11
12. Квота 12
13. Квота 13
14. Квота 14
15. Квота 15
16. Квота 16
17. Квота 17
18. Квота 18
19. Квота 19
20. Квота 20
21. Квота 21
22. Квота 22
23. Квота 23
24. Квота 24

 Синхронное плавание
1. Она Карбонель
2. Хемма Менгуаль

 Спортивная гимнастика
1. Нестор Абад
2. Райдерлей Сапата
3. Ана Перес

 Стрельба
1. Хорхе Диас
2. Пабло Каррера
3. Хорхе Льямес
4. Альберто Фернандес
5. Фатима Гальвес
6. Соня Франкет

 Стрельба из лука
1. Мигель Альвариньо
2. Хуан Игнасио Родригес
3. Антонио Фернандес
4. Адриана Мартин

 Триатлон
1. Фернандо Аларса
2. Хавьер Гомес Нойя
3. Марио Мола
4. Мирьям Касильяс
5. Айноа Муруа
6. Каролина Рутье

 Теннис
1. Роберто Баутиста Агут
2. Марк Лопес
3. Рафаэль Надаль
4. Альберт Рамос-Виньолас
5. Давид Феррер
6. Анабель Медина Гарригес
7. Гарбинье Мугуруса
8. Карла Суарес Наварро
9. Аранча Парра Сантонха

 Тхэквондо
1. Хоэль Гонсалес
2. Квота 2
3. Квота 3

 Тяжёлая атлетика
1. Хосуэ Брачи Гарсия
2. Квота 2
3. Квота 3
4. Квота 4

 Художественная гимнастика
1. Квота 1
2. Квота 2
3. Квота 3
4. Квота 4
5. Квота 5
6. Квота 6

 Хоккей на траве
1. Квота 1
2. Квота 2
3. Квота 3
4. Квота 4
5. Квота 5
6. Квота 6
7. Квота 7
8. Квота 8
9. Квота 9
10. Квота 10
11. Квота 11
12. Квота 12
13. Квота 13
14. Квота 14
15. Квота 15
16. Квота 16
17. Квота 17
18. Квота 18
19. Квота 19
20. Квота 20
21. Квота 21
22. Квота 22
23. Квота 23
24. Квота 24
25. Квота 25
26. Квота 26
27. Квота 27
28. Квота 28
29. Квота 29
30. Квота 30
31. Квота 31
32. Квота 32

## Результаты соревнований

### Академическая гребля
В следующий раунд из каждого заезда проходят несколько лучших экипажей (в зависимости от дисциплины). В отборочный заезд попадают спортсмены, выбывшие в предварительном раунде. В финал A выходят 6 сильнейших экипажей, остальные разыгрывают места в утешительных финалах B-F.
Мужчины
| Соревнование | Спортсмены                   | Предварительный заезд | Предварительный заезд | Предварительный заезд | Отборочный заезд | Отборочный заезд | Отборочный заезд | Четвертьфинал | Четвертьфинал | Четвертьфинал | Полуфинал             | Полуфинал             | Полуфинал             | Финал                 | Финал                 | Итоговое место |
| Соревнование | Спортсмены                   | Заезд                 | Время                 | Место                 | Заезд            | Время            | Место            | Заезд         | Время         | Место         | Заезд                 | Время                 | Место                 | Время                 | Место                 | Итоговое место |
| ------------ | ---------------------------- | --------------------- | --------------------- | --------------------- | ---------------- | ---------------- | ---------------- | ------------- | ------------- | ------------- | --------------------- | --------------------- | --------------------- | --------------------- | --------------------- | -------------- |
| двойки       | Алекс Сигурбьорнссон По Вела | 1                     | 6:54,26               | 5                     | 1                | 6:40,47          | 4                | не проводится | не проводится | не проводится | завершили выступление | завершили выступление | завершили выступление | завершили выступление | завершили выступление | 13             |

Женщины
| Соревнование | Спортсмены          | Предварительный заезд | Предварительный заезд | Предварительный заезд | Отборочный заезд | Отборочный заезд | Отборочный заезд | Четвертьфинал | Четвертьфинал | Четвертьфинал | Полуфинал | Полуфинал | Полуфинал | Финал | Финал | Итоговое место |
| Соревнование | Спортсмены          | Заезд                 | Время                 | Место                 | Заезд            | Время            | Место            | Заезд         | Время         | Место         | Заезд     | Время     | Место     | Время | Место | Итоговое место |
| ------------ | ------------------- | --------------------- | --------------------- | --------------------- | ---------------- | ---------------- | ---------------- | ------------- | ------------- | ------------- | --------- | --------- | --------- | ----- | ----- | -------------- |
| двойки       | Анна Боада Айна Сид | 3                     | 7:12,00               | 2 Q                   | не участвовали   | не участвовали   | не участвовали   | не проводится | не проводится | не проводится |           |           |           | Финал | Финал |                |
| двойки       | Анна Боада Айна Сид | 3                     | 7:12,00               | 2 Q                   | не участвовали   | не участвовали   | не участвовали   | не проводится | не проводится | не проводится |           |           |           |       |       |                |

### Бадминтон
Одиночный разряд
| Соревнование | Спортсмены     | Групповой этап | Групповой этап | Групповой этап | 1/8 финала | 1/4 финала | 1/2 финала | Финал | Итоговое место |
| Соревнование | Спортсмены     | 1 матч         | 2 матч         | Место          | 1/8 финала | 1/4 финала | 1/2 финала | Финал | Итоговое место |
| ------------ | -------------- | -------------- | -------------- | -------------- | ---------- | ---------- | ---------- | ----- | -------------- |
| мужчины      | Пабло Абиан    | Группа         | Группа         | Группа         |            |            |            |       |                |
| мужчины      | Пабло Абиан    |                |                |                |            |            |            |       |                |
| женщины      | Каролина Марин | Группа         | Группа         | Группа         |            |            |            |       |                |
| женщины      | Каролина Марин |                |                |                |            |            |            |       |                |

### Баскетбол

#### Мужчины
Мужская сборная Испании квалифицировалась на Игры, завоевав золотые медали на чемпионате Европы 2015 года.
Состав
| Номер     | Позиция   | Имя       | Дата рождения | Рост, см  | Клуб      | Игры      | Очки      | Подборы   | Передачи  |
| Защитники | Защитники | Защитники | Защитники     | Защитники | Защитники | Защитники | Защитники | Защитники | Защитники |
| --------- | --------- | --------- | ------------- | --------- | --------- | --------- | --------- | --------- | --------- |
|           |           |           |               |           |           |           |           |           |           |
| Форварды  |           |           |               |           |           |           |           |           |           |
|           |           |           |               |           |           |           |           |           |           |
| Центровые |           |           |               |           |           |           |           |           |           |
|           |           |           |               |           |           |           |           |           |           |

| Имя             | Гражданство | Дата рождения |
| --------------- | ----------- | ------------- |
| Серджо Скариоло | Италия      | 1 апреля 1961 |

Результаты
Групповой этап (Группа B)
| Место | Команда   | И | В | П | ОЗ  | ОП  | +/- | Очки |
| ----- | --------- | - | - | - | --- | --- | --- | ---- |
| 1     | Хорватия  | 5 | 3 | 2 | 400 | 407 | -7  | 8    |
| 2     | Испания   | 5 | 3 | 2 | 432 | 357 | +75 | 8    |
| 3     | Литва     | 5 | 3 | 2 | 392 | 428 | -36 | 8    |
| 4     | Аргентина | 5 | 3 | 2 | 441 | 428 | +13 | 8    |
| 5     | Бразилия  | 5 | 2 | 3 | 411 | 407 | +4  | 7    |
| 6     | Нигерия   | 5 | 1 | 4 | 392 | 441 | -49 | 6    |

| 7 августа 2016 19:00 UTC−3 | Протокол | Хорватия                   | 72:70    | Испания    | Кариока Арена, Рио-де-Жанейро Зрителей: 8039 Судьи: Стефан Себель Роберт Лоттермозер Олег Латышев |
| 7 августа 2016 19:00 UTC−3 | Протокол | 13:21, 19:17, 15:16, 25:16 |          |            | Кариока Арена, Рио-де-Жанейро Зрителей: 8039 Судьи: Стефан Себель Роберт Лоттермозер Олег Латышев |
| 7 августа 2016 19:00 UTC−3 | Протокол | Богданович 23              | Очки     | Газоль 26  | Кариока Арена, Рио-де-Жанейро Зрителей: 8039 Судьи: Стефан Себель Роберт Лоттермозер Олег Латышев |
| 7 августа 2016 19:00 UTC−3 | Протокол | Три игрока по 7            | Подборы  | Газоль 9   | Кариока Арена, Рио-де-Жанейро Зрителей: 8039 Судьи: Стефан Себель Роберт Лоттермозер Олег Латышев |
| 7 августа 2016 19:00 UTC−3 | Протокол | Шарич 5                    | Передачи | Родригес 7 | Кариока Арена, Рио-де-Жанейро Зрителей: 8039 Судьи: Стефан Себель Роберт Лоттермозер Олег Латышев |

| 9 августа 2016 14:15 UTC−3 | Протокол | Испания                    | 65:66    | Бразилия  | Кариока Арена, Рио-де-Жанейро Зрителей: 10 761 Судьи: Илия Белошевич Луис Роберто Васкес Дамир Явор |
| 9 августа 2016 14:15 UTC−3 | Протокол | 13:18, 18:16, 14:19, 20:13 |          |           | Кариока Арена, Рио-де-Жанейро Зрителей: 10 761 Судьи: Илия Белошевич Луис Роберто Васкес Дамир Явор |
| 9 августа 2016 14:15 UTC−3 | Протокол | Газоль 13                  | Очки     | Уэртас 11 | Кариока Арена, Рио-де-Жанейро Зрителей: 10 761 Судьи: Илия Белошевич Луис Роберто Васкес Дамир Явор |
| 9 августа 2016 14:15 UTC−3 | Протокол | Газоль 10                  | Подборы  | Лима 10   | Кариока Арена, Рио-де-Жанейро Зрителей: 10 761 Судьи: Илия Белошевич Луис Роберто Васкес Дамир Явор |
| 9 августа 2016 14:15 UTC−3 | Протокол | Родригес 5                 | Передачи | Уэртас 7  | Кариока Арена, Рио-де-Жанейро Зрителей: 10 761 Судьи: Илия Белошевич Луис Роберто Васкес Дамир Явор |

| 11 августа 2016 19:00 UTC−3 | Протокол | Нигерия | ' | Испания | Кариока Арена, Рио-де-Жанейро |

| 13 августа 2016 19:00 UTC−3 | Протокол | Испания | ' | Литва | Кариока Арена, Рио-де-Жанейро |

| 15 августа 2016 19:00 UTC−3 | Протокол | Испания | ' | Аргентина | Кариока Арена, Рио-де-Жанейро |

#### Женщины
Женская сборная Испании квалифицировалась на Игры по итогам олимпийского квалификационного турнира.
Состав
| Номер     | Позиция   | Имя              | Дата рождения    | Рост, см  | Клуб                      | Игры      | Очки      | Подборы   | Передачи  |
| Защитники | Защитники | Защитники        | Защитники        | Защитники | Защитники                 | Защитники | Защитники | Защитники | Защитники |
| --------- | --------- | ---------------- | ---------------- | --------- | ------------------------- | --------- | --------- | --------- | --------- |
| 6         | РЗ        | Сильвия Домингес | 31 января 1987   | 167       | Авенида                   |           |           |           |           |
| 8         | РЗ        | Летисия Ромеро   | 28 мая 1995      | 177       | Университет штата Флорида |           |           |           |           |
| 9         | РЗ        | Лаия Палау       | 10 сентября 1979 | 181       | Прага                     |           |           |           |           |
| 11        | АЗ        | Леонор Родригес  | 21 октября 1991  | 167       | Авенида                   |           |           |           |           |
| 15        | З         | Анна Крус        | 27 октября 1986  | 176       | Динамо Курск              |           |           |           |           |
| Форварды  |           |                  |                  |           |                           |           |           |           |           |
| 4         | ТФ        | Лаура Николлс    | 26 февраля 1989  | 190       | Висла                     |           |           |           |           |
| 5         | Ф         | Лаура Кеведо     | 15 апреля 1996   | 185       | Университарио де Ферроль  |           |           |           |           |
| 7         | Ф         | Альба Торренс    | 30 августа 1989  | 191       | УГМК                      |           |           |           |           |
| 10        | Ф         | Марта Шаргай     | 20 декабря 1990  | 180       | Прага                     |           |           |           |           |
| 12        | ТФ        | Лаура Гиль       | 24 апреля 1992   | 191       | Седис Баскет              |           |           |           |           |
| 14        | ТФ        | Санчо Литтл      | 20 сентября 1983 | 193       | УГМК                      |           |           |           |           |
| Центровые |           |                  |                  |           |                           |           |           |           |           |
| 13        | Ц         | Лусила Паскуа    | 21 марта 1983    | 196       | Стадиум Касабланка        |           |           |           |           |

| Имя           | Гражданство | Дата рождения |
| ------------- | ----------- | ------------- |
| Лукас Мондело | Испания     | 28 июля 1967  |

Результаты
Групповой этап (Группа B)
| Место | Команда | И | В | П | ОЗ  | ОП  | +/-  | Очки |
| ----- | ------- | - | - | - | --- | --- | ---- | ---- |
| 1     | США     | 5 | 5 | 0 | 520 | 316 | +204 | 10   |
| 2     | Испания | 5 | 4 | 1 | 387 | 333 | +54  | 9    |
| 3     | Канада  | 5 | 3 | 2 | 340 | 347 | -7   | 8    |
| 4     | Сербия  | 5 | 2 | 3 | 385 | 406 | -21  | 7    |
| 5     | Китай   | 5 | 1 | 4 | 371 | 428 | -57  | 6    |
| 6     | Сенегал | 5 | 0 | 5 | 309 | 482 | -173 | 5    |

| 7 августа 2016 14:15 UTC−3 | Протокол | Сербия                     | 59:65    | Испания             | Молодёжная Арена, Рио-де-Жанейро Зрителей: 2654 Судьи: Луис Роберто Васкес Петр Пастусяк Наталия Куэльо Куэльо |
| 7 августа 2016 14:15 UTC−3 | Протокол | 18:19, 13:12, 13:15, 15:19 |          |                     | Молодёжная Арена, Рио-де-Жанейро Зрителей: 2654 Судьи: Луис Роберто Васкес Петр Пастусяк Наталия Куэльо Куэльо |
| 7 августа 2016 14:15 UTC−3 | Протокол | Милованович 17             | Очки     | Шаргай 15           | Молодёжная Арена, Рио-де-Жанейро Зрителей: 2654 Судьи: Луис Роберто Васкес Петр Пастусяк Наталия Куэльо Куэльо |
| 7 августа 2016 14:15 UTC−3 | Протокол | Петрович 8                 | Подборы  | Ндур 12             | Молодёжная Арена, Рио-де-Жанейро Зрителей: 2654 Судьи: Луис Роберто Васкес Петр Пастусяк Наталия Куэльо Куэльо |
| 7 августа 2016 14:15 UTC−3 | Протокол | А. Дабович 4               | Передачи | Палау, Торренс по 5 | Молодёжная Арена, Рио-де-Жанейро Зрителей: 2654 Судьи: Луис Роберто Васкес Петр Пастусяк Наталия Куэльо Куэльо |

| 8 августа 2016 12:00 UTC−3 | Протокол | Испания                    | 63:103   | США               | Молодёжная Арена, Рио-де-Жанейро Зрителей: 2073 Судьи: Христос Христодулу Сретен Радович Ахмед Аль-Булуши |
| 8 августа 2016 12:00 UTC−3 | Протокол | 14:29, 23:25, 14:20, 12:29 |          |                   | Молодёжная Арена, Рио-де-Жанейро Зрителей: 2073 Судьи: Христос Христодулу Сретен Радович Ахмед Аль-Булуши |
| 8 августа 2016 12:00 UTC−3 | Протокол | Торренс 20                 | Очки     | Таурази 13        | Молодёжная Арена, Рио-де-Жанейро Зрителей: 2073 Судьи: Христос Христодулу Сретен Радович Ахмед Аль-Булуши |
| 8 августа 2016 12:00 UTC−3 | Протокол | Ндур 8                     | Подборы  | Чарльз 6          | Молодёжная Арена, Рио-де-Жанейро Зрителей: 2073 Судьи: Христос Христодулу Сретен Радович Ахмед Аль-Булуши |
| 8 августа 2016 12:00 UTC−3 | Протокол | Домингес 3                 | Передачи | Бёрд, Чарльз по 5 | Молодёжная Арена, Рио-де-Жанейро Зрителей: 2073 Судьи: Христос Христодулу Сретен Радович Ахмед Аль-Булуши |

| 10 августа 2016 12:15 UTC−3 | Протокол | Китай                     | 68:89    | Испания    | Молодёжная Арена, Рио-де-Жанейро Зрителей: 1230 Судьи: Эдди Вьятор Леандро Лескано Наталия Куэльо Куэльо |
| 10 августа 2016 12:15 UTC−3 | Протокол | 18:14, 20:27, 21:23, 9:25 |          |            | Молодёжная Арена, Рио-де-Жанейро Зрителей: 1230 Судьи: Эдди Вьятор Леандро Лескано Наталия Куэльо Куэльо |
| 10 августа 2016 12:15 UTC−3 | Протокол | Шао Т. 14                 | Очки     | Торренс 32 | Молодёжная Арена, Рио-де-Жанейро Зрителей: 1230 Судьи: Эдди Вьятор Леандро Лескано Наталия Куэльо Куэльо |
| 10 августа 2016 12:15 UTC−3 | Протокол | Сунь Мэнж. 8              | Подборы  | Николлс 10 | Молодёжная Арена, Рио-де-Жанейро Зрителей: 1230 Судьи: Эдди Вьятор Леандро Лескано Наталия Куэльо Куэльо |
| 10 августа 2016 12:15 UTC−3 | Протокол | Чэнь С. 6                 | Передачи | Палау 7    | Молодёжная Арена, Рио-де-Жанейро Зрителей: 1230 Судьи: Эдди Вьятор Леандро Лескано Наталия Куэльо Куэльо |

| 12 августа 2016 17:45 UTC−3 | Протокол | Испания | ' | Сенегал | Молодёжная Арена, Рио-де-Жанейро |

| 14 августа 2016 17:45 UTC−3 | Протокол | Испания | ' | Канада | Молодёжная Арена, Рио-де-Жанейро |

### Бокс
Квоты, завоёванные спортсменами являются именными. Если от одной страны путёвки на Игры завоюют два и более спортсмена, то право выбора боксёра предоставляется национальному Олимпийскому комитету. Соревнования по боксу проходят по системе плей-офф. Для победы в олимпийском турнире боксёру необходимо одержать либо четыре, либо пять побед в зависимости от жеребьёвки соревнований. Оба спортсмена, проигравшие в полуфинальных поединках, становятся обладателями бронзовых наград.
Мужчины
| Категория | Спортсмены      | Первый раунд           | Второй раунд          | Четвертьфинал        | Полуфинал            | Финал                | Место                |
| Категория | Спортсмены      | Соперник Результат     | Соперник Результат    | Соперник Результат   | Соперник Результат   | Соперник Результат   | Место                |
| --------- | --------------- | ---------------------- | --------------------- | -------------------- | -------------------- | -------------------- | -------------------- |
| до 49 кг  | Самуэль Кармона | ARMА. Оганесян В 3:0   | IRLП. Барнс (4) В 2:1 | COLЮ. Мартинес П 1:2 | завершил выступление | завершил выступление | завершил выступление |
| до 69 кг  | Юба Сиссоко     | UZBШахрам Гиясов П 0:3 | завершил выступление  | завершил выступление | завершил выступление | завершил выступление | завершил выступление |

### Борьба
В соревнованиях по борьбе, как и на предыдущих трёх Играх, будет разыгрываться 18 комплектов наград. По 6 у мужчин в вольной и греко-римской борьбе и 6 у женщин в вольной борьбе. Турнир пройдёт по олимпийской системе с выбыванием. В утешительный раунд попадают участники, проигравшие в своих поединках будущим финалистам соревнований. Каждый поединок состоит из двух раундов по 3 минуты, победителем становится спортсмен, набравший большее количество технических очков. По окончании схватки, в зависимости от результатов спортсменам начисляются классификационные очки.
Мужчины
Вольная борьба
| Категория | Спортсмены     | Первый раунд       | 1/8 финала         | Четвертьфинал      | Полуфинал          | Финал              | Место |
| Категория | Спортсмены     | Соперник Результат | Соперник Результат | Соперник Результат | Соперник Результат | Соперник Результат | Место |
| --------- | -------------- | ------------------ | ------------------ | ------------------ | ------------------ | ------------------ | ----- |
| до 74 кг  | Таймураз Фриев |                    |                    |                    |                    |                    |       |

### Велоспорт

#### Шоссейный велоспорт
Мужчины
| Соревнование     | Спортсмены           | Время      | Место | Отставание |
| ---------------- | -------------------- | ---------- | ----- | ---------- |
| групповая гонка  | Хоаким Родригес      | 6:10:27    | 5     | +0:22      |
| групповая гонка  | Алехандро Вальверде  | 6:19:43    | 30    | +9:38      |
| групповая гонка  | Ион Исагирре         | DNF        | DNF   | DNF        |
| групповая гонка  | Джонатан Кастровьехо | DNF        | DNF   | DNF        |
| групповая гонка  | Иманоль Эрвити       | DNF        | DNF   | DNF        |
| раздельная гонка | Джонатан Кастровьехо | 1:13:21,50 | 4     | +1:06,08   |
| раздельная гонка | Ион Исагирре         | 1:14:21,59 | 8     | +2:06,17   |

Женщины
| Соревнование    | Спортсмены      | Время   | Место | Отставание |
| --------------- | --------------- | ------- | ----- | ---------- |
| групповая гонка | Ане Сантестебан | 4:02:59 | 47    | +11:32     |

#### Трековый велоспорт
Спринт
| Соревнование | Спортсмены    | Квалификация   | Квалификация | Раунд 1                 | Утешительный заезд       | Раунд 2                 | Утешительный заезд       | Четвертьфинал           | Полуфинал               | Финал                    | Место |
| Соревнование | Спортсмены    | Время Скорость | Место        | Соперник Время Скорость | Соперники Время Скорость | Соперник Время Скорость | Соперники Время Скорость | Соперник Время Скорость | Соперник Время Скорость | Соперники Время Скорость | Место |
| ------------ | ------------- | -------------- | ------------ | ----------------------- | ------------------------ | ----------------------- | ------------------------ | ----------------------- | ----------------------- | ------------------------ | ----- |
| мужчины      | Хуан Перальта |                |              |                         |                          |                         |                          |                         |                         |                          |       |
| женщины      | Тания Кальво  |                |              |                         |                          |                         |                          |                         |                         |                          |       |
| женщины      | Элена Касас   |                |              |                         |                          |                         |                          |                         |                         |                          |       |

Командный спринт
| Соревнование | Спортсмены               | Квалификация   | Квалификация | Полуфинал               | Полуфинал | Финал                   | Место |
| Соревнование | Спортсмены               | Время Скорость | Место        | Соперник Время Скорость | Место     | Соперник Время Скорость | Место |
| ------------ | ------------------------ | -------------- | ------------ | ----------------------- | --------- | ----------------------- | ----- |
| женщины      | Тания Кальво Элена Касас |                |              |                         |           |                         |       |

Кейрин
| Соревнование | Спортсмены   | Первый раунд | Первый раунд | Утешительный заезд | Утешительный заезд | Второй раунд | Второй раунд | Финал | Итоговое место |
| Соревнование | Спортсмены   | Заезд        | Место        | Заезд              | Место              | Заезд        | Место        | Место | Итоговое место |
| ------------ | ------------ | ------------ | ------------ | ------------------ | ------------------ | ------------ | ------------ | ----- | -------------- |
| женщины      | Тания Кальво |              |              |                    |                    |              |              |       |                |
| женщины      | Элена Касас  |              |              |                    |                    |              |              |       |                |

#### Маунтинбайк
Мужчины
| Соревнование | Спортсмены          | Время | Место | Отставание |
| ------------ | ------------------- | ----- | ----- | ---------- |
| кросс-кантри | Карлос Колома       |       |       |            |
| кросс-кантри | Давид Валеро        |       |       |            |
| кросс-кантри | Хосе Антонио Эрмида |       |       |            |

### Водные виды спорта

#### Водное поло

##### Мужчины
Мужская сборная Испании пробилась на Игры, заняв третье место по итогам мирового квалификационного турнира.
Состав
| Номер                  | Имя     | Дата рождения | Рост, см | Вес, кг | Клуб    | Игры    | Голы    |
| Вратари                | Вратари | Вратари       | Вратари  | Вратари | Вратари | Вратари | Вратари |
| ---------------------- | ------- | ------------- | -------- | ------- | ------- | ------- | ------- |
| 1                      |         |               |          |         |         |         |         |
| 13                     |         |               |          |         |         |         |         |
| Защитники              |         |               |          |         |         |         |         |
|                        |         |               |          |         |         |         |         |
| Подвижные нападающие   |         |               |          |         |         |         |         |
|                        |         |               |          |         |         |         |         |
| Центральные нападающие |         |               |          |         |         |         |         |
|                        |         |               |          |         |         |         |         |

| Имя                   | Гражданство | Дата рождения |
| --------------------- | ----------- | ------------- |
| Габриэль Эрнандес Пас | Испания     | 2 января 1975 |

Результаты
Групповой этап (Группа B)
| Место | Команда    | И | В | Н | П | ГЗ | ГП | +/- | Очки |
| ----- | ---------- | - | - | - | - | -- | -- | --- | ---- |
| 1     | Испания    | 5 | 3 | 1 | 1 | 46 | 35 | +11 | 7    |
| 2     | Хорватия   | 5 | 3 | 0 | 2 | 37 | 37 | 0   | 6    |
| 3     | Италия     | 5 | 3 | 0 | 2 | 40 | 41 | -1  | 6    |
| 4     | Черногория | 5 | 2 | 1 | 2 | 36 | 32 | +4  | 5    |
| 5     | США        | 5 | 1 | 0 | 4 | 35 | 35 | 0   | 4    |
| 6     | Франция    | 5 | 0 | 0 | 5 | 28 | 42 | -14 | 2    |

| 6 августа 2016 11:40 UTC-3 | Протокол | Испания                               | 8:9  | Италия                                | Водный центр имени Марии Ленк Судьи: Войин Путникович Георгиос Ставридис |
| 6 августа 2016 11:40 UTC-3 | Протокол | Счёт по четвертям: 3:2, 2:1, 1:2, 2:4 |      |                                       | Водный центр имени Марии Ленк Судьи: Войин Путникович Георгиос Ставридис |
| 6 августа 2016 11:40 UTC-3 | Протокол | Гильермо Молина — 4                   | Голы | 3 — Петро Фильоли, Кристиан Пресчутти | Водный центр имени Марии Ленк Судьи: Войин Путникович Георгиос Ставридис |

| 8 августа 2016 11:40 UTC-3 | Протокол | США                                   | 9:10 | Испания             | Водный центр имени Марии Ленк Судьи: Адриан Александреску Петер Мольнар |
| 8 августа 2016 11:40 UTC-3 | Протокол | Счёт по четвертям: 2:4, 3:1, 2:3, 2:2 |      |                     | Водный центр имени Марии Ленк Судьи: Адриан Александреску Петер Мольнар |
| 8 августа 2016 11:40 UTC-3 | Протокол | Брет Бонанни — 4                      | Голы | 3 — Гонсало Эченике | Водный центр имени Марии Ленк Судьи: Адриан Александреску Петер Мольнар |

| 10 августа 2016 | Испания | ' | Хорватия | Водный центр имени Марии Ленк |

| 12 августа 2016 | Испания | ' | Франция | Водный центр имени Марии Ленк |

| 14 августа 2016 | Черногория | ' | Испания | Олимпийский водный центр |

##### Женщины
Женская сборная Испании пробилась на Игры, заняв четвёртое место по итогам мирового квалификационного турнира.
Состав
Результаты
Групповой этап (Группа B)
| Место | Команда | И | В | Н | П | ГЗ | ГП | +/- | Очки |
| ----- | ------- | - | - | - | - | -- | -- | --- | ---- |
| 1     | США     | 3 | 3 | 0 | 0 | 34 | 14 | +20 | 6    |
| 2     | Испания | 3 | 2 | 0 | 1 | 27 | 29 | -2  | 4    |
| 3     | Венгрия | 3 | 1 | 0 | 2 | 29 | 33 | -4  | 2    |
| 4     | Китай   | 3 | 0 | 0 | 3 | 23 | 37 | -14 | 0    |

| 9 августа 2016 11:40 UTC-3 | Протокол | Испания                               | 4:11 | США                                               | Водный центр имени Марии Ленк Судьи: Даниэль Флехайв Филиппо Гомес |
| 9 августа 2016 11:40 UTC-3 | Протокол | Счёт по четвертям: 1:4, 1:3, 2:2, 0:2 |      |                                                   | Водный центр имени Марии Ленк Судьи: Даниэль Флехайв Филиппо Гомес |
| 9 августа 2016 11:40 UTC-3 | Протокол | Мария Гарсия Годон — 2                | Голы | 2 — Мэгги Стеффенс, Кортни Мэтьюсон, Кайла Нойшул | Водный центр имени Марии Ленк Судьи: Даниэль Флехайв Филиппо Гомес |

| 11 августа 2016 | Испания | ' | ' | Водный центр имени Марии Ленк |

| 13 августа 2016 | Испания | ' | ' | Водный центр имени Марии Ленк |

1/4 финала
| 15 августа 2016 | Испания | ' | ' | Водный центр имени Марии Ленк |

Итог:

#### Плавание
В следующий раунд на каждой дистанции проходят спортсмены, показавшие лучший результат, независимо от места, занятого в своём заплыве.
Мужчины
| Дистанция                        | Спортсмены                                                                   | Предварительный раунд | Предварительный раунд | Предварительный раунд | Полуфинал             | Полуфинал             | Полуфинал             | Финал                 | Финал                 |
| Дистанция                        | Спортсмены                                                                   | Заплыв                | Результат             | Место                 | Заплыв                | Результат             | Место                 | Результат             | Место                 |
| -------------------------------- | ---------------------------------------------------------------------------- | --------------------- | --------------------- | --------------------- | --------------------- | --------------------- | --------------------- | --------------------- | --------------------- |
| 400 метров вольным стилем        | Мигель Дуран                                                                 | 4                     | 3:53,40               | 37                    | не проводится         | не проводится         | не проводится         | завершил выступление  | завершил выступление  |
| 1500 метров вольным стилем       | Антонио Арройо                                                               |                       |                       |                       | не проводится         | не проводится         | не проводится         |                       |                       |
| 1500 метров вольным стилем       | Марк Санчес                                                                  |                       |                       |                       | не проводится         | не проводится         | не проводится         |                       |                       |
| 200 метров баттерфляем           | Карлос Перальта                                                              | 3                     | 1:56,98               | 21                    | завершил выступление  | завершил выступление  | завершил выступление  | завершил выступление  | завершил выступление  |
| 100 метров на спине              | Хьюго Гонсалес                                                               | 2                     | 54,18                 | 20                    | завершил выступление  | завершил выступление  | завершил выступление  | завершил выступление  | завершил выступление  |
| 200 метров на спине              | Хьюго Гонсалес                                                               | 3                     | 1:57,50               | 14 Q                  |                       |                       |                       |                       |                       |
| 200 метров комплексным плаванием | Эдуардо Солаэче                                                              | 4                     | 1:59,67               | 12 Q                  |                       |                       |                       |                       |                       |
| 400 метров комплексным плаванием | Хоан Льюис Понс                                                              | 2                     | 4:13,55               | 8 Q                   | не проводится         | не проводится         | не проводится         | 4:16,58               | 8                     |
| Эстафета                         | Предварительный раунд                                                        | Предварительный раунд | Предварительный раунд | Предварительный раунд | Финал                 | Финал                 | Финал                 | Финал                 | Финал                 |
| Эстафета                         | Состав                                                                       | Заплыв                | Результат             | Место                 | Состав                | Состав                | Состав                | Результат             | Место                 |
| 4×100 метров вольным стилем      | Маркель Альберди Мигель Ортис-Каньявате Айтор Мартинес Бруно Ортис-Каньявате | 1                     | 3:16,71               | 13                    | завершили выступление | завершили выступление | завершили выступление | завершили выступление | завершили выступление |
| 4×200 метров вольным стилем      | Виктор Мартин Мигель Дуран Альберт Пуиг Марк Санчес                          | 1                     | 7:12,62               | 11                    | завершили выступление | завершили выступление | завершили выступление | завершили выступление | завершили выступление |

Женщины
| Дистанция                        | Спортсмены                                                                                   | Предварительный раунд | Предварительный раунд | Предварительный раунд | Полуфинал             | Полуфинал             | Полуфинал             | Финал                 | Финал                 |
| Дистанция                        | Спортсмены                                                                                   | Заплыв                | Результат             | Место                 | Заплыв                | Результат             | Место                 | Результат             | Место                 |
| -------------------------------- | -------------------------------------------------------------------------------------------- | --------------------- | --------------------- | --------------------- | --------------------- | --------------------- | --------------------- | --------------------- | --------------------- |
| 200 метров вольным стилем        | Мелания Коста                                                                                | 5                     | 1:58,19               | 19                    | завершила выступление | завершила выступление | завершила выступление | завершила выступление | завершила выступление |
| 200 метров вольным стилем        | Патрисия Кастро                                                                              | 3                     | 2:00,71               | 34                    | завершила выступление | завершила выступление | завершила выступление | завершила выступление | завершила выступление |
| 400 метров вольным стилем        | Мирея Бельмонте Гарсия                                                                       | 3                     | 4:08,12               | 15                    | не проводится         | не проводится         | не проводится         | завершила выступление | завершила выступление |
| 400 метров вольным стилем        | Мелания Коста                                                                                | 3                     | 4:08,96               | 17                    | не проводится         | не проводится         | не проводится         | завершила выступление | завершила выступление |
| 800 метров вольным стилем        | Мирея Бельмонте Гарсия                                                                       |                       |                       |                       | не проводится         | не проводится         | не проводится         |                       |                       |
| 800 метров вольным стилем        | Мария Вилас                                                                                  |                       |                       |                       | не проводится         | не проводится         | не проводится         |                       |                       |
| 100 метров баттерфляем           | Худит Игнасио                                                                                | 3                     | 59,61                 | 30                    | завершила выступление | завершила выступление | завершила выступление | завершила выступление | завершила выступление |
| 200 метров баттерфляем           | Мирея Бельмонте Гарсия                                                                       | 4                     | 2:06,64               | 1 Q                   | 2                     | 2:06,06               | 2 Q                   | 2:04,85               | 1                     |
| 200 метров баттерфляем           | Худит Игнасио                                                                                | 3                     | 2:09,82               | 20                    | завершила выступление | завершила выступление | завершила выступление | завершила выступление | завершила выступление |
| 100 метров на спине              | Дуанье да Роша                                                                               | 4                     | 1:00,87               | 15 Q                  | 2                     | 1:00,85               | 15                    | завершила выступление | завершила выступление |
| 200 метров на спине              | Дуанье да Роша                                                                               |                       |                       |                       |                       |                       |                       |                       |                       |
| 200 метров на спине              | Африка Саморано                                                                              |                       |                       |                       |                       |                       |                       |                       |                       |
| 100 метров брассом               | Хессика Валь                                                                                 | 6                     | 1:07,07               | 14 Q                  | 1                     | 1:07,55               | 16                    | завершила выступление | завершила выступление |
| 200 метров брассом               | Хессика Валь                                                                                 | 2                     | 2:24,55               | 11 Q                  |                       |                       |                       |                       |                       |
| 200 метров комплексным плаванием | Мирея Бельмонте Гарсия                                                                       | 4                     | 2:12,58               | 15 Q                  | 2                     | 2:13,33               | 16                    | завершила выступление | завершила выступление |
| 200 метров комплексным плаванием | Африка Саморано                                                                              | 2                     | 2:14,87               | 24                    | завершила выступление | завершила выступление | завершила выступление | завершила выступление | завершила выступление |
| 400 метров комплексным плаванием | Мирея Бельмонте Гарсия                                                                       | 5                     | 4:32,75               | 2 Q                   | не проводится         | не проводится         | не проводится         | 4:32,39               | 3                     |
| 400 метров комплексным плаванием | Мария Вилас                                                                                  | 3                     | 4:42,52               | 19                    | не проводится         | не проводится         | не проводится         | завершила выступление | завершила выступление |
| Эстафета                         | Предварительный раунд                                                                        | Предварительный раунд | Предварительный раунд | Предварительный раунд | Финал                 | Финал                 | Финал                 | Финал                 | Финал                 |
| Эстафета                         | Состав                                                                                       | Заплыв                | Результат             | Место                 | Состав                | Состав                | Состав                | Результат             | Место                 |
| 4×100 метров вольным стилем      | Фатима Гальярдо (55,84) Марта Гонсалес (54,98) Патрисия Кастро (55,08) Мелания Коста (54,56) | 2                     | 3:40,46               | 13                    | завершили выступление | завершили выступление | завершили выступление | завершили выступление | завершили выступление |
| 4×200 метров вольным стилем      | Мелани Коста Патрисия Кастро Фатима Гальярдо Африка Саморано                                 | 2                     | 8:03,74               | 16                    | завершили выступление | завершили выступление | завершили выступление | завершили выступление | завершили выступление |

Открытая вода
| Дистанция     | Спортсмены              | Результат | Место | Отставание |
| ------------- | ----------------------- | --------- | ----- | ---------- |
| 10 километров | Эрика Вильяэсиха Гарсия |           |       |            |

#### Синхронное плавание
По итогам квалификационного раунда в соревнованиях дуэтов в финал проходят 12 сильнейших сборных. В финале синхронистки исполняют только произвольную программу. Итоговая сумма складывается из результатов финальной произвольной программы и баллов, полученных дуэтами за техническую программу, исполненную в квалификационном раунде.
| Соревнование | Спортсмены                   | Квалификация          | Квалификация          | Квалификация           | Квалификация           | Квалификация | Квалификация | Финал                  | Финал                  | Итоговый результат | Итоговый результат |
| Соревнование | Спортсмены                   | Техническая программа | Техническая программа | Произвольная программа | Произвольная программа | Всего        | Всего        | Произвольная программа | Произвольная программа | Итоговый результат | Итоговый результат |
| Соревнование | Спортсмены                   | Баллы                 | Место                 | Баллы                  | Место                  | Баллы        | Место        | Баллы                  | Место                  | Баллы              | Место              |
| ------------ | ---------------------------- | --------------------- | --------------------- | ---------------------- | ---------------------- | ------------ | ------------ | ---------------------- | ---------------------- | ------------------ | ------------------ |
| дуэты        | Она Карбонель Хемма Менгуаль | 92,5024               | 5                     | 93,7667                | 5                      | 186,2691     | 5            | 92,5024                | 94,1333                | 186,6357           | 5                  |

### Волейбол

#### Пляжный волейбол
Мужчины
| Соревнование | Спортсмены                 | Групповой этап                                | Групповой этап                                | Групповой этап                                 | Групповой этап | 1/8 финала     | Четвертьфинал  | Полуфинал      | Финал          | Место |
| Соревнование | Спортсмены                 | Соперники Счёт                                | Соперники Счёт                                | Соперники Счёт                                 | Место          | Соперники Счёт | Соперники Счёт | Соперники Счёт | Соперники Счёт | Место |
| ------------ | -------------------------- | --------------------------------------------- | --------------------------------------------- | ---------------------------------------------- | -------------- | -------------- | -------------- | -------------- | -------------- | ----- |
| мужчины      | Адриан Гавира Пабло Эррера | Группа F                                      | Группа F                                      | Группа F                                       | Группа F       |                |                |                |                |       |
| мужчины      | Адриан Гавира Пабло Эррера | AUTА. Хубер / Р. Зайдль В 14:21, 21:17, 15:13 | QATД. Перейра / Ш. Юнус П 21:13, 18:21, 12:15 | USAД. Гибб / К. Паттерсон В 21:19, 16:21, 15:7 | 1 Q            |                |                |                |                |       |

Женщины
| Соревнование | Спортсмены                       | Групповой этап                        | Групповой этап                               | Групповой этап                    | Групповой этап | 1/8 финала     | Четвертьфинал  | Полуфинал      | Финал          | Место |
| Соревнование | Спортсмены                       | Соперники Счёт                        | Соперники Счёт                               | Соперники Счёт                    | Место          | Соперники Счёт | Соперники Счёт | Соперники Счёт | Соперники Счёт | Место |
| ------------ | -------------------------------- | ------------------------------------- | -------------------------------------------- | --------------------------------- | -------------- | -------------- | -------------- | -------------- | -------------- | ----- |
| женщины      | Эльса Бакерисо Лилиана Фернандес | Группа B                              | Группа B                                     | Группа B                          | Группа B       |                |                |                |                |       |
| женщины      | Эльса Бакерисо Лилиана Фернандес | ARGА. Гальяй / Д. Клуг В 21:11, 21:19 | CZEБ. Германнова / М. Слукова В 21:15, 21:19 | BRAАгата / Барбара В 21:17, 22:20 | 1 Q            |                |                |                |                |       |

### Гандбол

#### Женщины
Женская сборная Испании квалифицировалась на Игры, завоевав серебряные медали на чемпионате Европы 2014 года.
Состав
| Номер         | Имя     | Дата рождения | Рост, см | Вес, кг | Клуб    | Игры    | Голы    |
| Вратари       | Вратари | Вратари       | Вратари  | Вратари | Вратари | Вратари | Вратари |
| ------------- | ------- | ------------- | -------- | ------- | ------- | ------- | ------- |
|               |         |               |          |         |         |         |         |
| Крайние       |         |               |          |         |         |         |         |
|               |         |               |          |         |         |         |         |
| Разыгрывающие |         |               |          |         |         |         |         |
|               |         |               |          |         |         |         |         |
| Полусредние   |         |               |          |         |         |         |         |
|               |         |               |          |         |         |         |         |
| Линейные      |         |               |          |         |         |         |         |
|               |         |               |          |         |         |         |         |

| Имя           | Гражданство | Дата рождения   |
| ------------- | ----------- | --------------- |
| Хорхе Дуэньяс | Испания     | 16 октября 1962 |

Результаты
Групповой этап (Группа A)
| Место | Команда    | И | В | Н | П | ГЗ  | ГП  | +/- | Очки |
| ----- | ---------- | - | - | - | - | --- | --- | --- | ---- |
| 1     | Бразилия   | 5 | 4 | 0 | 1 | 138 | 117 | +21 | 8    |
| 2     | Норвегия   | 5 | 4 | 0 | 1 | 141 | 121 | +20 | 8    |
| 3     | Испания    | 5 | 3 | 0 | 2 | 125 | 116 | +9  | 6    |
| 4     | Ангола     | 5 | 2 | 0 | 3 | 116 | 128 | -12 | 4    |
| 5     | Румыния    | 5 | 2 | 0 | 3 | 108 | 119 | -11 | 4    |
| 6     | Черногория | 5 | 0 | 0 | 5 | 107 | 134 | -27 | 0    |

| 2016-08-06 16:40 UTC-3 | Черногория             | 19:25             | Испания                                                              | Арена ду Футуру, Рио-де-Жанейро Зрителей: 8115 Судьи: Ш. Бонавентура, Ж. Бонавентура (FRA) |
| 2016-08-06 16:40 UTC-3 | Катарина Булатович — 5 | (10:14)           | 4 — Нели Альберто, Элисабет Пинедо, Нерея Пена, Александрина Кабраль | Арена ду Футуру, Рио-де-Жанейро Зрителей: 8115 Судьи: Ш. Бонавентура, Ж. Бонавентура (FRA) |
| 2016-08-06 16:40 UTC-3 | 4× 2×                  | Статистика, Отчёт | 1× 3×                                                                | Арена ду Футуру, Рио-де-Жанейро Зрителей: 8115 Судьи: Ш. Бонавентура, Ж. Бонавентура (FRA) |

| 2016-08-08 14:40 UTC-3 | Испания                  | 24:27             | Норвегия                 | Арена ду Футуру, Рио-де-Жанейро Зрителей: 5238 Судьи: Гайпель, Хельбиг (GER) |
| 2016-08-08 14:40 UTC-3 | Александрина Кабраль — 5 | (10:11)           | 7 — Вероника Кристиансен | Арена ду Футуру, Рио-де-Жанейро Зрителей: 5238 Судьи: Гайпель, Хельбиг (GER) |
| 2016-08-08 14:40 UTC-3 | 3× 2×                    | Статистика, Отчёт | 7× 4×                    | Арена ду Футуру, Рио-де-Жанейро Зрителей: 5238 Судьи: Гайпель, Хельбиг (GER) |

| 2016-08-10 09:30 UTC-3 | Бразилия              | 24:29             | Испания        | Арена ду Футуру, Рио-де-Жанейро Зрителей: 8495 Судьи: Ку, Ли (KOR) |
| 2016-08-10 09:30 UTC-3 | Фернанда да Силва — 7 | (12:15)           | 8 — Нерея Пена | Арена ду Футуру, Рио-де-Жанейро Зрителей: 8495 Судьи: Ку, Ли (KOR) |
| 2016-08-10 09:30 UTC-3 | 5× 3×                 | Статистика, Отчёт | 8× 4×          | Арена ду Футуру, Рио-де-Жанейро Зрителей: 8495 Судьи: Ку, Ли (KOR) |

| 2016-08-12 14:40 UTC-3 | Румыния | − : − | Испания | Фьючер Арена, Рио-де-Жанейро |
| 2016-08-12 14:40 UTC-3 |         |       |         | Фьючер Арена, Рио-де-Жанейро |
| 2016-08-12 14:40 UTC-3 |         |       |         | Фьючер Арена, Рио-де-Жанейро |

| 2016-08-14 19:50 UTC-3 | Испания | − : − | Ангола | Фьючер Арена, Рио-де-Жанейро |
| 2016-08-14 19:50 UTC-3 |         |       |        | Фьючер Арена, Рио-де-Жанейро |
| 2016-08-14 19:50 UTC-3 |         |       |        | Фьючер Арена, Рио-де-Жанейро |

### Гимнастика

#### Спортивная гимнастика
В квалификационном раунде проходил отбор, как в финал командного многоборья, так и в финалы личных дисциплин. В финал индивидуального многоборья отбиралось 24 спортсмена с наивысшими результатами, а в финалы отдельных упражнений по 8 спортсменов, причём в финале личных дисциплин страна не могла быть представлена более, чем 2 спортсменами. В командном многоборье в квалификации на каждом снаряде выступали по 4 спортсмена, а в зачёт шли три лучших результата. В финале командных соревнований на каждом снаряде выступало по три спортсмена и все три результата шли в зачёт.
Мужчины
Многоборья
| Соревнование      | Спортсмены  | Квалификация        | Квалификация | Квалификация | Квалификация   | Квалификация        | Квалификация | Квалификация | Квалификация | Финал                | Финал                | Финал                | Финал                | Финал                | Финал                | Финал                | Финал                |
| Соревнование      | Спортсмены  | Вольные выступления | Конь         | Кольца       | Опорный прыжок | Параллельные брусья | Перекладина  | Всего        | Место        | Вольные выступления  | Конь                 | Кольца               | Опорный прыжок       | Параллельные брусья  | Перекладина          | Всего                | Место                |
| ----------------- | ----------- | ------------------- | ------------ | ------------ | -------------- | ------------------- | ------------ | ------------ | ------------ | -------------------- | -------------------- | -------------------- | -------------------- | -------------------- | -------------------- | -------------------- | -------------------- |
| личное многоборье | Нестор Абад | 14,033              | 13,400       | 14,333       | 14,900         | 12,966              | 14,766       | 84,398       | 31           | Завершил выступление | Завершил выступление | Завершил выступление | Завершил выступление | Завершил выступление | Завершил выступление | Завершил выступление | Завершил выступление |

Индивидуальные упражнения
| Соревнование        | Спортсмены       | Квалификация | Квалификация | Финал                | Финал                |
| Соревнование        | Спортсмены       | Очки         | Место        | Очки                 | Место                |
| ------------------- | ---------------- | ------------ | ------------ | -------------------- | -------------------- |
| вольные упражнения  | Райдерлей Сапата | 15,083       | 11           | Завершил выступление | Завершил выступление |
| вольные упражнения  | Нестор Абад      | 14,033       | 45           | Завершил выступление | Завершил выступление |
| конь                | Нестор Абад      | 13,400       | 55           | Завершил выступление | Завершил выступление |
| кольца              | Нестор Абад      | 14,333       | 33           | Завершил выступление | Завершил выступление |
| параллельные брусья | Нестор Абад      | 12,966       | 64           | Завершил выступление | Завершил выступление |
| перекладина         | Нестор Абад      | 14,766       | 19           | Завершил выступление | Завершил выступление |

Женщины
Многоборья
| Соревнование      | Спортсмены | Квалификация   | Квалификация        | Квалификация | Квалификация       | Квалификация | Квалификация | Финал                 | Финал                 | Финал                 | Финал                 | Финал                 | Финал                 |
| Соревнование      | Спортсмены | Опорный прыжок | Разновысокие брусья | Бревно       | Вольные упражнения | Всего        | Место        | Опорный прыжок        | Разновысокие брусья   | Бревно                | Вольные упражнения    | Всего                 | Место                 |
| ----------------- | ---------- | -------------- | ------------------- | ------------ | ------------------ | ------------ | ------------ | --------------------- | --------------------- | --------------------- | --------------------- | --------------------- | --------------------- |
| личное многоборье | Ана Перес  | 13,933         | 13,633              | 13,600       | 13,133             | 54,299       | 36           | Завершила выступление | Завершила выступление | Завершила выступление | Завершила выступление | Завершила выступление | Завершила выступление |

Индивидуальные упражнения
| Соревнование        | Спортсмены | Квалификация | Квалификация | Финал                 | Финал                 |
| Соревнование        | Спортсмены | Очки         | Место        | Очки                  | Место                 |
| ------------------- | ---------- | ------------ | ------------ | --------------------- | --------------------- |
| разновысокие брусья | Ана Перес  | 13,633       | 55           | Завершила выступление | Завершила выступление |
| бревно              | Ана Перес  | 13,600       | 43           | Завершила выступление | Завершила выступление |
| вольные упражнения  | Ана Перес  | 13,133       | 55           | Завершила выступление | Завершила выступление |

#### Художественная гимнастика
Женщины
| Соревнование              | Спортсмены                                                              | Квалификация | Квалификация | Финал  | Финал |
| Соревнование              | Спортсмены                                                              | Очки         | Место        | Очки   | Место |
| ------------------------- | ----------------------------------------------------------------------- | ------------ | ------------ | ------ | ----- |
| индивидуальное многоборье | Каролина Родригес                                                       | 70,515       | 7 (Q)        | 69,949 | 8     |
| групповое многоборье      | Сандра Агилар Артеми Гавесу Алехандра Кереда Элена Лопес Лурдес Моэдано | 35,749       | 1 (Q)        | 35.766 | 2     |

### Гольф
Последний раз соревнования по гольфу в рамках Олимпийских игр проводились в 1904 году. В Рио-де-Жанейро турнир гольфистов прошёл на 18-луночном поле, со счётом 71 пар. Каждый участник прошёл все 18 лунок по 4 раза.
Мужчины
В мужском турнире Испанию представляли 12-й номер мирового рейтинга Серхио Гарсия и 28-й Рафаэль Кабрера-Бельо. После первых двух раундов Кабрера-Бельо занимал 5-ю позицию, с отставанием от лидера австралийца Маркуса Фрейзера всего в 5 ударов, а Гарсия расположился на 22-м месте. Ключевым в борьбе за медали стал 3-й раунд, когда Рафаэль затратил на 18 лунок 71 удар, что отбросило испанца в конец первой десятки. В 4-м раунде Гарсия показал 4-й результат, а Кабрера-Бельо 14-й, но этого хватило только на то, чтобы оба испанских гольфиста попали в число десяти сильнейших.
| Соревнование | Спортсмены            | Первый раунд | Первый раунд | Второй раунд | Второй раунд | Третий раунд | Третий раунд | Четвёртый раунд | Четвёртый раунд | Итоговый результат | Итоговое место |
| Соревнование | Спортсмены            | Очки         | Место        | Очки         | Место        | Очки         | Место        | Очки            | Место           | Итоговый результат | Итоговое место |
| ------------ | --------------------- | ------------ | ------------ | ------------ | ------------ | ------------ | ------------ | --------------- | --------------- | ------------------ | -------------- |
| мужчины      | Рафаэль Кабрера-Бельо | 67 (-4)      | 4            | 70 (-1)      | 22           | 71 (+0)      | 26           | 68 (-3)         | 14              | 276 (-8)           | 5              |
| мужчины      | Серхио Гарсия         | 69 (-2)      | 11           | 72 (+1)      | 40           | 70 (-1)      | 20           | 66 (-5)         | 4               | 277 (-7)           | 8              |

Женщины
| Соревнование | Спортсмены      | Первый раунд | Первый раунд | Второй раунд | Второй раунд | Третий раунд | Третий раунд | Четвёртый раунд | Четвёртый раунд | Итоговый результат | Итоговое место |
| Соревнование | Спортсмены      | Очки         | Место        | Очки         | Место        | Очки         | Место        | Очки            | Место           | Итоговый результат | Итоговое место |
| ------------ | --------------- | ------------ | ------------ | ------------ | ------------ | ------------ | ------------ | --------------- | --------------- | ------------------ | -------------- |
| женщины      | Карлота Сиганда |              |              |              |              |              |              |                 |                 |                    |                |
| женщины      | Асахара Муньос  |              |              |              |              |              |              |                 |                 |                    |                |

### Гребля на байдарках и каноэ

#### Гребля на гладкой воде
Соревнования по гребле на байдарках и каноэ на гладкой воде проходят в лагуне Родригу-ди-Фрейташ, которая находится на территории города Рио-де-Жанейро. В каждой дисциплине соревнования проходят в три этапа: предварительный раунд, полуфинал и финал.
Мужчины
| Соревнование                   | Спортсмены                                               | Предварительный раунд | Предварительный раунд | Предварительный раунд | Полуфинал | Полуфинал | Полуфинал | Финал | Финал | Итоговое место |
| Соревнование                   | Спортсмены                                               | Заплыв                | Время                 | Место                 | Заплыв    | Время     | Место     | Время | Место | Итоговое место |
| ------------------------------ | -------------------------------------------------------- | --------------------- | --------------------- | --------------------- | --------- | --------- | --------- | ----- | ----- | -------------- |
| байдарки-одиночки, 200 метров  | Сауль Кравиотто                                          |                       |                       |                       |           |           |           |       |       |                |
| байдарки-одиночки, 1000 метров | Маркус Вальц                                             |                       |                       |                       |           |           |           |       |       |                |
| байдарки-двойки, 200 метров    | Сауль Кравиотто Кристиан Торо                            |                       |                       |                       |           |           |           |       |       |                |
| байдарки-четвёрки, 1000 метров | Оскар Каррера Родриго Хермаде Хавьер Эрнанц Иньиго Пенья |                       |                       |                       |           |           |           |       |       |                |
| каноэ-одиночки, 200 метров     | Альфонсо Бенавидес                                       |                       |                       |                       |           |           |           |       |       |                |

Женщины
| Соревнование                  | Спортсмены           | Предварительный раунд | Предварительный раунд | Предварительный раунд | Полуфинал | Полуфинал | Полуфинал | Финал | Финал | Итоговое место |
| Соревнование                  | Спортсмены           | Заплыв                | Время                 | Место                 | Заплыв    | Время     | Место     | Время | Место | Итоговое место |
| ----------------------------- | -------------------- | --------------------- | --------------------- | --------------------- | --------- | --------- | --------- | ----- | ----- | -------------- |
| байдарки-одиночки, 200 метров | Мария Тереса Портела |                       |                       |                       |           |           |           |       |       |                |

#### Гребной слалом
Квалификационный раунд проходил в две попытки. Результат в каждой попытке складывался из времени, затраченного на прохождение трассы и суммы штрафных очков, которые спортсмен получал за неправильное прохождение ворот. Одно штрафное очко равнялось одной секунде. Из 2 попыток выбирался лучший результат, по результатам которого, выявлялись спортсмены с наименьшим количеством очков, которые проходили в следующий раунд. В полуфинале гребцы выполняли по одной попытки. В финал проходили спортсмены с наименьшим результатом.
Мужчины
| Соревнование   | Спортсмены    | Предварительный этап | Предварительный этап | Предварительный этап | Предварительный этап | Предварительный этап | Предварительный этап | Предварительный этап | Полуфинал | Полуфинал | Полуфинал | Полуфинал | Финал | Финал | Финал  | Финал |
| Соревнование   | Спортсмены    | 1 попытка            | 1 попытка            | 1 попытка            | 2 попытка            | 2 попытка            | 2 попытка            | Место                | Полуфинал | Полуфинал | Полуфинал | Полуфинал | Финал | Финал | Финал  | Финал |
| Соревнование   | Спортсмены    | Время                | Штраф                | Итог                 | Время                | Штраф                | Итог                 | Место                | Время     | Штраф     | Итог      | Место     | Время | Штраф | Итог   | Место |
| -------------- | ------------- | -------------------- | -------------------- | -------------------- | -------------------- | -------------------- | -------------------- | -------------------- | --------- | --------- | --------- | --------- | ----- | ----- | ------ | ----- |
| каноэ-одиночки | Андер Элосеги | 95,33                | 2                    | 97,33                | 100,39               | 2                    | 102,39               | 8 Q                  | 97,93     | 0         | 97,93     | 2 Q       | 97,27 | 4     | 101,27 | 8     |

Женщины
| Соревнование      | Спортсмены   | Предварительный этап | Предварительный этап | Предварительный этап | Предварительный этап | Предварительный этап | Предварительный этап | Предварительный этап | Полуфинал | Полуфинал | Полуфинал | Полуфинал | Финал | Финал | Финал | Финал |
| Соревнование      | Спортсмены   | 1 попытка            | 1 попытка            | 1 попытка            | 2 попытка            | 2 попытка            | 2 попытка            | Место                | Полуфинал | Полуфинал | Полуфинал | Полуфинал | Финал | Финал | Финал | Финал |
| Соревнование      | Спортсмены   | Время                | Штраф                | Итог                 | Время                | Штраф                | Итог                 | Место                | Время     | Штраф     | Итог      | Место     | Время | Штраф | Итог  | Место |
| ----------------- | ------------ | -------------------- | -------------------- | -------------------- | -------------------- | -------------------- | -------------------- | -------------------- | --------- | --------- | --------- | --------- | ----- | ----- | ----- | ----- |
| байдарки-одиночки | Маялен Шурро | 103,43               | 52                   | 155,43               | 102,47               | 4                    | 106,47               | 11 Q                 |           |           |           |           |       |       |       |       |

### Дзюдо
Соревнования по дзюдо проводились по системе с выбыванием. В утешительные раунды попадали спортсмены, проигравшие полуфиналистам турнира. Два спортсмена, одержавших победу в утешительном раунде, в поединке за бронзу сражались с дзюдоистами, проигравшими в полуфинале.
Мужчины
| Категория | Спортсмены         | 1/32 финала        | 1/16 финала                | 1/8 финала           | Четвертьфинал        | Полуфинал            | Финал                | Место |
| Категория | Спортсмены         | Соперник Результат | Соперник Результат         | Соперник Результат   | Соперник Результат   | Соперник Результат   | Соперник Результат   | Место |
| --------- | ------------------ | ------------------ | -------------------------- | -------------------- | -------------------- | -------------------- | -------------------- | ----- |
| до 60 кг  | Франсиско Гарригос | Не участвовал      | GERТ. Энгльмайер П 000:001 | Завершил выступление | Завершил выступление | Завершил выступление | Завершил выступление | 17    |
| до 66 кг  | Сугой Уриарте      | Не участвовал      | AZEН. Шихализаде П 000:001 | Завершил выступление | Завершил выступление | Завершил выступление | Завершил выступление | 17    |

Женщины
| Категория | Спортсмены     | 1/16 финала                  | 1/8 финала                      | Четвертьфинал           | Полуфинал                | Финал                      | Место |
| Категория | Спортсмены     | Соперник Результат           | Соперник Результат              | Соперник Результат      | Соперник Результат       | Соперник Результат         | Место |
| --------- | -------------- | ---------------------------- | ------------------------------- | ----------------------- | ------------------------ | -------------------------- | ----- |
| до 48 кг  | Хулия Фигероа  | Не участвовала               | CUBД. Местре Альварес П 000:011 | Завершила выступление   | Завершила выступление    | Завершила выступление      | 9     |
| до 52 кг  | Лаура Гомес    | TKMГ. Бабамуратова В 101:000 | ROUА. Кицу П 000:101            | Завершила выступление   | Завершила выступление    | Завершила выступление      | 9     |
| до 70 кг  | Мария Бернабеу | не участвовала               | POLК. Клис В 000:000s1          | COLЮ. Альвеар П 000:100 | Утешительный турнир      | Утешительный турнир        | 5     |
| до 70 кг  | Мария Бернабеу | не участвовала               | POLК. Клис В 000:000s1          | COLЮ. Альвеар П 000:100 | ISRЛ. Болдер В 000:000s1 | GERЛ. Варгас-Кох П 000:010 | 5     |

### Конный спорт
Выездка
Соревнования по выездке включали в себе три теста высшего уровня сложности по системе Международной федерации конного спорта (FEI): Большой Приз (англ. Grand Prix), Переездка Большого Приза (англ. Grand Prix Special) и КЮР Большого приза (англ. Grand Prix Freestyle). Итоговая оценка в каждом из тестов рассчитывалась, как среднее арифметическое значение оценок семи судей.
| Соревнование      | Спортсмены                                                              | Большой Приз                       | Большой Приз | Переездка Большого Приза | Переездка Большого Приза | КЮР Большого Приза   | КЮР Большого Приза   | Всего     | Всего |
| Соревнование      | Спортсмены                                                              | Результат                          | Место        | Результат                | Место                    | Результат            | Место                | Результат | Место |
| ----------------- | ----------------------------------------------------------------------- | ---------------------------------- | ------------ | ------------------------ | ------------------------ | -------------------- | -------------------- | --------- | ----- |
| личная выездка    | Северо Хурадо лошадь — Lorenzo                                          | 76,429                             | 11 Q         |                          |                          |                      |                      |           |       |
| личная выездка    | Беатрис Феррер-Салат лошадь — Delgado                                   | 74,829                             | 20 Q         |                          |                          |                      |                      |           |       |
| личная выездка    | Хосе Мануэль Мартин лошадь — Grandioso                                  | 70,829                             | 34           | завершил выступление     | завершил выступление     | завершил выступление | завершил выступление |           |       |
| личная выездка    | Клаудио Кастилья лошадь — Alcaide                                       | 69,814                             | 38           | завершил выступление     | завершил выступление     | завершил выступление | завершил выступление |           |       |
| командная выездка | Беатрис Феррер-Салат Северо Хурадо Клаудио Кастилья Хосе Мануэль Мартин | 74,029 74,829 76,429 70,829 69,814 | 7            | завершили выступление    | завершили выступление    | не проводится        | не проводится        |           |       |

Троеборье
Троеборье состоит из манежной езды, полевых испытаний и конкура. В выездке оценивается степень контроля всадника над лошадью и способность выполнить обязательные элементы выступления. Также при выступлении оценивается внешний вид лошади и всадника. Жюри выставляет, как положительные оценки за удачно выполненные упражнения, так и штрафные баллы за различного рода ошибки. После окончания выступления по специальной формуле вычисляется количество штрафных очков. Соревнования по кроссу требуют от лошади и её наездника высокой степени физической подготовленности и выносливости. Дистанция для кросса достаточно протяжённая и имеет множество препятствий различного типа. Штрафные очки во время кросса начисляются за сбитые препятствия, за превышение лимита времени и за опасную езду. В конкуре за каждое сбитое препятствие спортсмену начисляются 4 штрафных балла, а за превышение лимита времени 1 штрафное очко (за каждую каждую, сверх нормы времени, начатую секунду).
| личное троеборье | Альберто Эрмосо лошадь — Hito | 64,30 | DSQ | DSQ | завершил выступление | завершил выступление | завершил выступление | завершил выступление | завершил выступление | завершил выступление | завершил выступление | завершил выступление |

Конкур
В каждом из раундов спортсменам необходимо было пройти дистанцию с разным количеством препятствий и разным лимитом времени. За каждое сбитое препятствие спортсмену начислялось 4 штрафных балла, за превышение лимита времени 1 штрафное очко (за каждые 5 секунд). В финал личного первенства могло пройти только три спортсмена от одной страны. Командный конкур проводился в рамках второго и третьего раунда индивидуальной квалификации. В зачёт командных соревнований шли три лучших результата, показанные спортсменами во время личного первенства. Если спортсмен выбывал из индивидуальных соревнований после первого или второго раундов, то он всё равно продолжал свои выступления, но результаты при этом шли только в командный зачёт.
| Соревнование     | Спортсмены                                                        | Квалификация  | Квалификация  | Квалификация | Квалификация | Квалификация | Квалификация | Квалификация | Квалификация | Финал         | Финал         | Финал         | Финал         | Финал         | Итоговое место |
| Соревнование     | Спортсмены                                                        | 1 раунд       | 1 раунд       | 2 раунд      | Всего        | Всего        | 3 раунд      | Всего        | Всего        | Финал A       | Финал A       | Финал B       | Всего         | Всего         | Итоговое место |
| Соревнование     | Спортсмены                                                        | Штраф         | Место         | Штраф        | Штраф        | Место        | Штраф        | Штраф        | Место        | Штраф         | Место         | Штраф         | Штраф         | Место         | Итоговое место |
| ---------------- | ----------------------------------------------------------------- | ------------- | ------------- | ------------ | ------------ | ------------ | ------------ | ------------ | ------------ | ------------- | ------------- | ------------- | ------------- | ------------- | -------------- |
| личный конкур    | Эдуардо Альварес лошадь — Rockfeller de Pleville                  |               |               |              |              |              |              |              |              |               |               |               |               |               |                |
| личный конкур    | Серхио Альварес лошадь — Carlo                                    |               |               |              |              |              |              |              |              |               |               |               |               |               |                |
| личный конкур    | Пилар Лукреция лошадь — Gribouille du Lys                         |               |               |              |              |              |              |              |              |               |               |               |               |               |                |
| личный конкур    | Мануэль Фернандес лошадь — U Watch                                |               |               |              |              |              |              |              |              |               |               |               |               |               |                |
| командный конкур | Эдуардо Альварес Серхио Альварес Пилар Лукреция Мануэль Фернандес | не проводится | не проводится |              |              |              |              |              |              | не проводится | не проводится | не проводится | не проводится | не проводится |                |

### Лёгкая атлетика
Мужчины
Беговые дисциплины
| Дисциплина                         | Спортсмен          | Предварительный раунд | Предварительный раунд | Предварительный раунд | Четвертьфиналы | Четвертьфиналы | Четвертьфиналы | Полуфиналы    | Полуфиналы    | Полуфиналы    | Финал | Финал |
| Дисциплина                         | Спортсмен          | Забег                 | Время                 | Место                 | Забег          | Время          | Место          | Забег         | Время         | Место         | Время | Место |
| ---------------------------------- | ------------------ | --------------------- | --------------------- | --------------------- | -------------- | -------------- | -------------- | ------------- | ------------- | ------------- | ----- | ----- |
| бег на 200 метров                  | Бруно Ортелано     |                       |                       |                       | не проводится  | не проводится  | не проводится  |               |               |               |       |       |
| бег на 800 метров                  | Даниэль Андухар    |                       |                       |                       | не проводится  | не проводится  | не проводится  |               |               |               |       |       |
| бег на 800 метров                  | Альваро Де Арриба  |                       |                       |                       | не проводится  | не проводится  | не проводится  |               |               |               |       |       |
| бег на 800 метров                  | Кевин Лопес        |                       |                       |                       | не проводится  | не проводится  | не проводится  |               |               |               |       |       |
| бег на 1500 метров                 | Давид Бустос       |                       |                       |                       | не проводится  | не проводится  | не проводится  |               |               |               |       |       |
| бег на 1500 метров                 | Адель Мешааль      |                       |                       |                       | не проводится  | не проводится  | не проводится  |               |               |               |       |       |
| бег на 5000 метров                 | Антонио Абадиа     |                       |                       |                       | не проводится  | не проводится  | не проводится  | не проводится | не проводится | не проводится |       |       |
| бег на 5000 метров                 | Илиас Фифа         |                       |                       |                       | не проводится  | не проводится  | не проводится  | не проводится | не проводится | не проводится |       |       |
| бег на 5000 метров                 | Адель Мешааль      |                       |                       |                       | не проводится  | не проводится  | не проводится  | не проводится | не проводится | не проводится |       |       |
| бег на 3000 метров с препятствиями | Фернандо Карро     |                       |                       |                       | не проводится  | не проводится  | не проводится  | не проводится | не проводится | не проводится |       |       |
| бег на 3000 метров с препятствиями | Себастиан Мартос   |                       |                       |                       | не проводится  | не проводится  | не проводится  | не проводится | не проводится | не проводится |       |       |
| бег на 3000 метров с препятствиями | Абдельазиз Мерзуги |                       |                       |                       | не проводится  | не проводится  | не проводится  | не проводится | не проводится | не проводится |       |       |
| бег на 110 метров с барьерами      | Орландо Ортега     |                       |                       |                       | не проводится  | не проводится  | не проводится  |               |               |               |       |       |
| бег на 110 метров с барьерами      | Йидьель Контрерас  |                       |                       |                       | не проводится  | не проводится  | не проводится  |               |               |               |       |       |
| бег на 400 метров с барьерами      | Серхио Фернандес   |                       |                       |                       | не проводится  | не проводится  | не проводится  |               |               |               |       |       |

Шоссейные дисциплины
| Дисциплина              | Спортсмен           | Время | Место | Отставание |
| ----------------------- | ------------------- | ----- | ----- | ---------- |
| марафон                 | Хесус Эспанья       |       |       |            |
| марафон                 | Карлес Кастильехо   |       |       |            |
| ходьба на 20 километров | Мигель Анхель Лопес |       |       |            |
| ходьба на 20 километров | Альваро Мартин      |       |       |            |
| ходьба на 20 километров | Франсиско Арсилья   |       |       |            |
| ходьба на 50 километров | Хесус Анхель Гарсиа |       |       |            |
| ходьба на 50 километров | Хосе Игнасио Диас   |       |       |            |
| ходьба на 50 километров | Мигель Анхель Лопес |       |       |            |

Технические дисциплины
| Дисциплина     | Спортсмен             | Квалификация | Квалификация | Финал     | Финал |
| Дисциплина     | Спортсмен             | Результат    | Место        | Результат | Место |
| -------------- | --------------------- | ------------ | ------------ | --------- | ----- |
| прыжок в длину | Жан-Мари Окуту        |              |              |           |       |
| тройной прыжок | Пабло Торрихос        |              |              |           |       |
| толкание ядра  | Карлос Тобалина       |              |              |           |       |
| толкание ядра  | Борха Вивас           |              |              |           |       |
| метание диска  | Франк Касаньяс        |              |              |           |       |
| метание диска  | Лоис Майкель Мартинес |              |              |           |       |
| метание молота | Хавьер Сьенфуэгос     |              |              |           |       |

Многоборье
| Дисциплина  | Спортсмен    | Параметр  | 100 м | длина | ядро | высота | 400 м | 110 м с/б | диск | шест | копьё | 1500 м | Всего очков | Итоговое место |
| ----------- | ------------ | --------- | ----- | ----- | ---- | ------ | ----- | --------- | ---- | ---- | ----- | ------ | ----------- | -------------- |
| десятиборье | Пау Тоннесен | Результат |       |       |      |        |       |           |      |      |       |        |             |                |
| десятиборье | Пау Тоннесен | Очки      |       |       |      |        |       |           |      |      |       |        |             |                |
| десятиборье | Пау Тоннесен | Место     |       |       |      |        |       |           |      |      |       |        |             |                |

Женщины
Беговые дисциплины
| Дисциплина                         | Спортсмен     | Предварительный раунд | Предварительный раунд | Предварительный раунд | Четвертьфиналы | Четвертьфиналы | Четвертьфиналы | Полуфиналы    | Полуфиналы    | Полуфиналы    | Финал | Финал |  |
| Дисциплина                         | Спортсмен     | Забег                 | Время                 | Место                 | Забег          | Время          | Место          | Забег         | Время         | Место         | Время | Место |  |
| ---------------------------------- | ------------- | --------------------- | --------------------- | --------------------- | -------------- | -------------- | -------------- | ------------- | ------------- | ------------- | ----- | ----- |  |
| бег на 200 метров                  | Эстела Гарсия |                       |                       |                       | не проводится  | не проводится  | не проводится  |               |               |               |       |       |  |
| бег на 400 метров                  | Ааури Бокеса  |                       |                       |                       | не проводится  | не проводится  | не проводится  |               |               |               |       |       |  |
| бег на 800 метров                  | Эстер Герреро |                       |                       |                       | не проводится  | не проводится  | не проводится  |               |               |               |       |       |  |
| бег на 10 000 метров               | Трихас Гебре  | не проводится         | не проводится         | не проводится         | не проводится  | не проводится  | не проводится  | не проводится | не проводится | не проводится |       |       |  |
| бег на 3000 метров с препятствиями | Диана Мартин  |                       |                       |                       | не проводится  | не проводится  | не проводится  | не проводится | не проводится | не проводится |       |       |  |
| бег на 100 метров с барьерами      | Каридад Херес |                       |                       |                       | не проводится  | не проводится  | не проводится  |               |               |               |       |       |  |

Шоссейные дисциплины
| Дисциплина              | Спортсмен         | Время | Место | Отставание |
| ----------------------- | ----------------- | ----- | ----- | ---------- |
| марафон                 | Алессандра Агилар |       |       |            |
| марафон                 | Эстела Наваскес   |       |       |            |
| марафон                 | Асусена Диас      |       |       |            |
| ходьба на 20 километров | Ракель Гонсалес   |       |       |            |
| ходьба на 20 километров | Беатрис Паскуаль  |       |       |            |
| ходьба на 20 километров | Юлия Такач        |       |       |            |

Технические дисциплины
| Дисциплина      | Спортсмен            | Квалификация | Квалификация | Финал     | Финал |
| Дисциплина      | Спортсмен            | Результат    | Место        | Результат | Место |
| --------------- | -------------------- | ------------ | ------------ | --------- | ----- |
| прыжок в длину  | Хулиет Итоя          |              |              |           |       |
| прыжок в длину  | Мария дель Мар Ховер |              |              |           |       |
| прыжок в длину  | Консепсьон Монтанер  |              |              |           |       |
| тройной прыжок  | Патрисия Саррапио    |              |              |           |       |
| прыжок в высоту | Рут Бейтиа           |              |              |           |       |
| метание диска   | Сабина Асенхо        |              |              |           |       |

### Настольный теннис
Соревнования по настольному теннису проходили по системе плей-офф. Каждый матч продолжается до тех пор, пока один из теннисистов не выигрывал 4 партии. Сильнейшие 16 спортсменов начинали соревнования с третьего раунда, следующие 16 по рейтингу стартовали со второго раунда.
Мужчины
| Соревнование     | Спортсмены | Квалификация       | Первый раунд        | Второй раунд                | Третий раунд         | 1/8 финала           | 1/4 финала           | Полуфинал            | Финал                |
| Соревнование     | Спортсмены | Соперник Результат | Соперник Результат  | Соперник Результат          | Соперник Результат   | Соперник Результат   | Соперник Результат   | Соперник Результат   | Соперник Результат   |
| ---------------- | ---------- | ------------------ | ------------------- | --------------------------- | -------------------- | -------------------- | -------------------- | -------------------- | -------------------- |
| одиночный разряд | Хэ Чживэнь | Не участвовал      | USAФэн Ицзюнь В 4:2 | TPEЧэнь Цзяньань (25) П 2:4 | Завершил выступление | Завершил выступление | Завершил выступление | Завершил выступление | Завершил выступление |

Женщины
| Соревнование     | Спортсмены       | Квалификация       | Первый раунд       | Второй раунд          | Третий раунд          | 1/8 финала            | 1/4 финала            | Полуфинал             | Финал                 |
| Соревнование     | Спортсмены       | Соперник Результат | Соперник Результат | Соперник Результат    | Соперник Результат    | Соперник Результат    | Соперник Результат    | Соперник Результат    | Соперник Результат    |
| ---------------- | ---------------- | ------------------ | ------------------ | --------------------- | --------------------- | --------------------- | --------------------- | --------------------- | --------------------- |
| одиночный разряд | Шэнь Яньфэй (28) | Не участвовала     | Не участвовала     | LUXНи Сялянь П 3:4    | Завершила выступление | Завершила выступление | Завершила выступление | Завершила выступление | Завершила выступление |
| одиночный разряд | Галина Дворак    | Не участвовала     | BRAЛинь Гуй П 2:4  | Завершила выступление | Завершила выступление | Завершила выступление | Завершила выступление | Завершила выступление | Завершила выступление |

### Парусный спорт
Соревнования по парусному спорту в каждом из классов состояли из 10 или 12 гонок. Каждую гонку спортсмены начинали с общего старта. Победителем становился экипаж, первым пересекший финишную черту. Количество очков, идущих в общий зачёт, соответствовало занятому командой месту. 10 лучших экипажей по результатам 10 заплывов попадали в медальную гонку, результаты которой также шли в общий зачёт. В медальной гонке, очки, полученные экипажем удваивались. В случае если участник соревнований не смог завершить гонку ему начислялось количество очков, равное количеству участников плюс один. При итоговом подсчёте очков не учитывался худший результат, показанный экипажем в одной из гонок. Сборная, набравшая наименьшее количество очков, становится олимпийским чемпионом.
Мужчины
| Класс | Спортсмены             | Гонка | Гонка  | Гонка | Гонка | Гонка | Гонка | Гонка | Гонка  | Гонка | Гонка | Гонка         | Гонка         | Гонка         | Очки | Место |
| Класс | Спортсмены             | 1     | 2      | 3     | 4     | 5     | 6     | 7     | 8      | 9     | 10    | 11            | 12            | M             | Очки | Место |
| ----- | ---------------------- | ----- | ------ | ----- | ----- | ----- | ----- | ----- | ------ | ----- | ----- | ------------- | ------------- | ------------- | ---- | ----- |
| RS:X  | Иван Пастор            |       |        |       |       |       |       |       |        |       |       | не проводится | не проводится |               |      |       |
| 470   | Хоан Херп Хорди Чаммар |       |        |       |       |       |       |       |        |       |       | не проводится | не проводится |               |      |       |
| Лазер | Хоакин Бланко          | 28    | 47 DNF | 25    | 40    | 26    | 29    | 26    | 47 DNE | 30    | 35    | не проводится | не проводится | не участвовал | 286  | 36    |
| 49-й  | Диего Ботин Яго Лопес  |       |        |       |       |       |       |       |        |       |       |               |               |               |      |       |

Женщины
| Класс        | Спортсмены                     | Гонка | Гонка | Гонка | Гонка | Гонка | Гонка | Гонка | Гонка | Гонка | Гонка | Гонка         | Гонка         | Гонка          | Очки | Место |
| Класс        | Спортсмены                     | 1     | 2     | 3     | 4     | 5     | 6     | 7     | 8     | 9     | 10    | 11            | 12            | M              | Очки | Место |
| ------------ | ------------------------------ | ----- | ----- | ----- | ----- | ----- | ----- | ----- | ----- | ----- | ----- | ------------- | ------------- | -------------- | ---- | ----- |
| RS:X         | Марина Алабау                  |       |       |       |       |       |       |       |       |       |       | не проводится | не проводится |                |      |       |
| 470          | Барбара Корнуделья Сара Лопес  |       |       |       |       |       |       |       |       |       |       | не проводится | не проводится |                |      |       |
| Лазер Радиал | Алисия Себриан                 | 27    | 9     | 24    | 12    | 13    | 8     | 27    | 4     | 21    | 12    | не проводится | не проводится | Не участвовала | 130  | 17    |
| 49-й FX      | Берта Бетансос Тамара Эчегойен |       |       |       |       |       |       |       |       |       |       |               |               |                |      |       |

Открытый класс
Соревнования в олимпийском классе катамаранов Накра 17 дебютируют в программе летних Олимпийских игр. Каждый экипаж представлен смешанным дуэтом яхтсменов.
| Класс    | Спортсмены                    | Гонка | Гонка | Гонка | Гонка | Гонка | Гонка | Гонка | Гонка | Гонка | Гонка | Гонка | Очки | Место |
| Класс    | Спортсмены                    | 1     | 2     | 3     | 4     | 5     | 6     | 7     | 8     | 9     | 10    | M     | Очки | Место |
| -------- | ----------------------------- | ----- | ----- | ----- | ----- | ----- | ----- | ----- | ----- | ----- | ----- | ----- | ---- | ----- |
| Накра 17 | Фернандо Эчаварри Тара Пачеко |       |       |       |       |       |       |       |       |       |       |       |      |       |

### Регби-7

#### Мужчины
Мужская сборная Испании квалифицировалась на Игры, заняв первое место по итогам олимпийского квалификационного турнира.
Состав
Результаты
Групповой этап (Группа B)
| Место | Команда   | И | В | Н | П | ОЗ | ОП | +/- | Очки |
| ----- | --------- | - | - | - | - | -- | -- | --- | ---- |
| 1     | ЮАР       | 3 | 2 | 0 | 1 | 55 | 12 | +43 | 7    |
| 2     | Франция   | 3 | 2 | 0 | 1 | 57 | 45 | +12 | 7    |
| 3     | Австралия | 3 | 2 | 0 | 1 | 52 | 48 | +4  | 7    |
| 4     | Испания   | 3 | 0 | 0 | 3 | 17 | 76 | -59 | 3    |

| 9 августа 2016 11:30 UTC-3                                                                               | \| ЮАР \| 24:0 (14:0, 10:0) Протокол \| Испания \| \| Сесил Африка 2', 7+' · Сеабело Сенатла 8' · Филип Сниман 8' · Сесил Африка 3', 7+' · Сесил Африка 9' 13' \| Голы \| \| | Стадион Деодоро, Рио-де-Жанейро Судьи: Ник Бриан |
| ЮАР | 24:0 (14:0, 10:0) Протокол | Испания                                          |
| Сесил Африка 2', 7+' · Сеабело Сенатла 8' · Филип Сниман 8' · Сесил Африка 3', 7+' · Сесил Африка 9' 13' | Голы |                                                  |

| 9 августа 2016 16:00 UTC-3                                                                                             | \| Австралия \| 26:12 (14:12, 12:0) Протокол \| Испания \| \| Кэмерон Кларк 8' · Джесси Парахи 7' · Джон Порч 9' · Кон Фоли 14' · Джеймс Станнард 1', 7+', 14+' · Джеймс Станнард 9' \| Голы \| Маркос Погги 3', 5' · Франсиско Эрнандес 6' · Франсиско Эрнандес 3' \| | Стадион Деодоро, Рио-де-Жанейро Судьи: Раста Расивенье              |
| Австралия | 26:12 (14:12, 12:0) Протокол | Испания                                                             |
| Кэмерон Кларк 8' · Джесси Парахи 7' · Джон Порч 9' · Кон Фоли 14' · Джеймс Станнард 1', 7+', 14+' · Джеймс Станнард 9' | Голы | Маркос Погги 3', 5' · Франсиско Эрнандес 6' · Франсиско Эрнандес 3' |

| 10 августа 2016 11:00 UTC-3                                                                                 | \| Франция \| 26:5 (7:0, 19:5) Протокол \| Испания \| \| Вирими Вакатава 4', 8' · Дамьен Клер 11' · Жереми Айкарди 12' · Терри Бурауа 4', 11', 12' · Терри Бурауа 8' \| Голы \| Сесар Семпере 14+' · Игор Хенуа 14+' \| | Стадион Деодоро, Рио-де-Жанейро Судьи: Энтони Мойес |
| Франция | 26:5 (7:0, 19:5) Протокол | Испания                                             |
| Вирими Вакатава 4', 8' · Дамьен Клер 11' · Жереми Айкарди 12' · Терри Бурауа 4', 11', 12' · Терри Бурауа 8' | Голы | Сесар Семпере 14+' · Игор Хенуа 14+'                |

Полуфинал за 9-12-е места
| 10 августа 2016 16:30 UTC-3                       | \| Испания \| 14:12 (7:5, 7:7) Протокол \| Кения \| \| Маркос Погги 7+', 9' · Франсиско Эрнандес 7+', 9' \| Голы \| Эндрю Амонде 4' · Билли Одиамбо 12' · Бико Адема 5' · Самуэль Олиех 12' \| | Стадион Деодоро, Рио-де-Жанейро Судьи: Таку Оцуки                       |
| Испания                                           | 14:12 (7:5, 7:7) Протокол | Кения                                                                   |
| Маркос Погги 7+', 9' · Франсиско Эрнандес 7+', 9' | Голы | Эндрю Амонде 4' · Билли Одиамбо 12' · Бико Адема 5' · Самуэль Олиех 12' |

#### Женщины
Женская сборная Испании квалифицировалась на Игры, заняв первое место по итогам олимпийского квалификационного турнира.
Состав
| Номер | Имя               | Дата рождения | Рост, см | Вес, кг | Клуб             | Игры | Очки    | Очки       | Очки     | Очки  |
| Номер | Имя               | Дата рождения | Рост, см | Вес, кг | Клуб             | Игры | Попытки | Реализации | Штрафные | Всего |
| ----- | ----------------- | ------------- | -------- | ------- | ---------------- | ---- | ------- | ---------- | -------- | ----- |
| 1     | Берта Гарсия      | 12.04.1982    | 173      | 73      | Лимож            | 6    | 0       | 0          | 0        | 0     |
| 2     | Паула Медин       | 17.06.1984    | 171      | 66      | КРАТ             | 5    | 0       | 0          | 0        | 0     |
| 3     | Анхела дель Пан   | 19.04.1985    | 173      | 68      | без клуба        | 6    | 0       | 0          | 0        | 0     |
| 4     | Патрисия Гарсия   | 02.12.1989    | 163      | 64      | Олимпико Посуэла | 6    | 2       | 7/10       | 0        | 24    |
| 5     | Марина Браво      | 02.07.1989    | 173      | 68      | Сиснерос         | 6    | 2       | 0          | 0        | 10    |
| 6     | Элисабет Мартинес | 13.06.1988    | 167      | 73      | ХЕиЕГ            | 6    | 0       | 0          | 0        | 0     |
| 7     | Барбара Пла       | 17.07.1983    | 162      | 61      | Хечо             | 6    | 1       | 0          | 0        | 5     |
| 8     | Амая Эрбина       | 13.03.1997    | 171      | 68      | ИНЕФ Барселона   | 3    | 2       | 0          | 0        | 10    |
| 9     | Мария Касадо      | 25.12.1985    | 167      | 63      | Бланьяк          | 6    | 1       | 0          | 0        | 5     |
| 10    | Ванеса Риаль      | 01.03.1983    | 172      | 68      | Крат             | 6    | 0       | 0          | 0        | 0     |
| 11    | Иера Эчебаррия    | 20.10.1992    | 160      | 63      | Олимпико Посуэла | 6    | 2       | 0          | 0        | 10    |
| 12    | Мария Рибера      | 08.07.1986    | 172      | 76      | Сансе Скрум      | 3    | 0       | 0          | 0        | 0     |

| Должность      | Имя                    | Гражданство | Дата рождения |
| -------------- | ---------------------- | ----------- | ------------- |
| Главный тренер | Хосе Баррио Гонсалес   | Испания     |               |
| Физиотерапевт  | Хьюго Гарсия Фернандес | Испания     |               |

Результаты
Групповой этап (Группа B)
| Место | Команда        | И | В | Н | П | ОЗ  | ОП  | +/- | Очки |
| ----- | -------------- | - | - | - | - | --- | --- | --- | ---- |
| 1     | Новая Зеландия | 3 | 3 | 0 | 0 | 109 | 12  | +97 | 9    |
| 2     | Франция        | 3 | 2 | 0 | 1 | 71  | 40  | +31 | 7    |
| 3     | Испания        | 3 | 1 | 0 | 2 | 31  | 65  | -34 | 5    |
| 4     | Кения          | 3 | 0 | 0 | 3 | 17  | 111 | -94 | 3    |

| 6 августа 2016 11:00 UTC-3                                                                                                   | \| Франция \| 24:7 (12:0, 12:7) Протокол \| Испания \| \| Камиль Гроссино 3' · Лина Герин 6' · Каролин Ладанью 9' · Элоди Гиглион 15' · Полин Бискарат 4', 10' · Полин Бискарат 6' 15' \| Голы \| 13' Патрисия Гарсия · 13' Патрисия Гарсия \| | Стадион Деодоро, Рио-де-Жанейро Судьи: Эми Перретт |
| Франция | 24:7 (12:0, 12:7) Протокол | Испания                                            |
| Камиль Гроссино 3' · Лина Герин 6' · Каролин Ладанью 9' · Элоди Гиглион 15' · Полин Бискарат 4', 10' · Полин Бискарат 6' 15' | Голы | 13' Патрисия Гарсия · 13' Патрисия Гарсия          |

| 6 августа 2016 16:30 UTC-3 | \| Новая Зеландия \| 31:5 (12:0, 19:5) Протокол \| Испания \| \| Портия Вудман 2' · Кайла Макалистер 3', 12' · Тайла Натан-Вонг 8' · Тереза Фитцпатрик 14' · Тайла Натан-Вонг 4', 8', 14' · Тайла Натан-Вонг 2' 12' \| Голы \| Мария Касадо 11' · Патрисия Гарсия 11' \| | Стадион Деодоро, Рио-де-Жанейро Судьи: Габриэль Ли |
| Новая Зеландия | 31:5 (12:0, 19:5) Протокол | Испания                                            |
| Портия Вудман 2' · Кайла Макалистер 3', 12' · Тайла Натан-Вонг 8' · Тереза Фитцпатрик 14' · Тайла Натан-Вонг 4', 8', 14' · Тайла Натан-Вонг 2' 12' | Голы | Мария Касадо 11' · Патрисия Гарсия 11'             |

| 7 августа 2016 11:00 UTC-3                                                           | \| Испания \| 19:10 (5:5, 14:5) Протокол \| Кения \| \| Барбара Пла 1' · Марина Браво 9', 12' · Патрисия Гарсия 9', 13' · Патрисия Гарсия 2' \| Голы \| Дорин Нзива 6' · Джанет Окело 14+' · Джанет Овино 6' 14+' \| | Стадион Деодоро, Рио-де-Жанейро Судьи: Джеймс Болабиу     |
| Испания                                                                              | 19:10 (5:5, 14:5) Протокол | Кения                                                     |
| Барбара Пла 1' · Марина Браво 9', 12' · Патрисия Гарсия 9', 13' · Патрисия Гарсия 2' | Голы | Дорин Нзива 6' · Джанет Окело 14+' · Джанет Овино 6' 14+' |

Четвертьфинал
| 7 августа 2016 17:00 UTC-3                                                                                               | \| Австралия \| 24:0 (12:0, 12:0) Протокол \| Испания \| \| Эмма Тонегато 4' · Шарлотта Кэслик 6', 10' · Эллиа Грин 14' · Хлои Далтон 7', 11' · Хлои Далтон 5' · Джемма Этеридж 14+' \| Голы \| \| | Стадион Деодоро, Рио-де-Жанейро Судьи: Джессика Бирд |
| Австралия | 24:0 (12:0, 12:0) Протокол | Испания                                              |
| Эмма Тонегато 4' · Шарлотта Кэслик 6', 10' · Эллиа Грин 14' · Хлои Далтон 7', 11' · Хлои Далтон 5' · Джемма Этеридж 14+' | Голы |                                                      |

Полуфинал за 5-8-е места
| 8 августа 2016 13:30 UTC-3                                                         | \| Испания \| 12:24 (0:17, 12:7) Протокол \| Франция \| \| Амая Эрбина 13' · Йера Эчебаррия 14+' · Патрисия Гарсия 13' · Патрисия Гарсия 14+' \| Голы \| Маржори Маянс 2' · Лина Герин 3', 7+', 10' · Жад Ле Песк 4' · Полин Бискарат 10' · Жад Ле Песк 2' 7+' \| | Стадион Деодоро, Рио-де-Жанейро Судьи: Джеймс Болабиу                                                 |
| Испания                                                                            | 12:24 (0:17, 12:7) Протокол | Франция                                                                                               |
| Амая Эрбина 13' · Йера Эчебаррия 14+' · Патрисия Гарсия 13' · Патрисия Гарсия 14+' | Голы | Маржори Маянс 2' · Лина Герин 3', 7+', 10' · Жад Ле Песк 4' · Полин Бискарат 10' · Жад Ле Песк 2' 7+' |

Матч за 7-е место
| 8 августа 2016 17:30 UTC-3                                                               | \| Испания \| 21:0 (14:0, 7:0) Протокол \| Фиджи \| \| Патрисия Гарсия 4' · Амая Эрбина 6' · Йера Эчебаррия 14+' · Патрисия Гарсия 4', 6', 14+' \| Голы \| \| | Стадион Деодоро, Рио-де-Жанейро Судьи: Беатрис Бенвенути |
| Испания                                                                                  | 21:0 (14:0, 7:0) Протокол | Фиджи                                                    |
| Патрисия Гарсия 4' · Амая Эрбина 6' · Йера Эчебаррия 14+' · Патрисия Гарсия 4', 6', 14+' | Голы |                                                          |

Итог: по результатам олимпийского турнира женская сборная Испании по регби-7 заняла 7-е место.

### Стрельба
В январе 2013 года Международная федерация спортивной стрельбы приняла новые правила проведения соревнований на 2013—2016 года, которые, в частности, изменили порядок проведения финалов. Во многих дисциплинах спортсмены, прошедшие в финал, теперь начинают решающий раунд без очков, набранных в квалификации, а финал проходит по системе с выбыванием. Также в финалах после каждого раунда стрельбы из дальнейшей борьбы выбывает спортсмен с наименьшим количеством баллов. В скоростном пистолете решающие поединки проходят по системе попал-промах. В стендовой стрельбе добавился полуфинальный раунд, где определяются по два участника финального матча и поединка за третье место.
Мужчины
| Соревнование                       | Спортсмены         | Квалификация | Квалификация | Полуфинал            | Полуфинал            | Финал                | Финал                |
| Соревнование                       | Спортсмены         | Результат    | Место        | Результат            | Место                | Соперник/ Результат  | Место                |
| ---------------------------------- | ------------------ | ------------ | ------------ | -------------------- | -------------------- | -------------------- | -------------------- |
| пневматическая винтовка, 10 метров | Хорхе Диас         | 620,9        | 27           | не проводится        | не проводится        | завершил выступление | завершил выступление |
| пневматический пистолет, 10 метров | Пабло Каррера      | 579          | 10           | не проводится        | не проводится        | завершил выступление | завершил выступление |
| скорострельный пистолет, 25 метров | Хорхе Льямес       |              |              | не проводится        | не проводится        |                      |                      |
| пистолет, 50 метров                | Пабло Каррера      | 555          | 9            | не проводится        | не проводится        | завершил выступление | завершил выступление |
| трап                               | Альберто Фернандес | 115          | 17           | завершил выступление | завершил выступление | завершил выступление | завершил выступление |

Женщины
| Соревнование                       | Спортсмены     | Квалификация | Квалификация | Полуфинал             | Полуфинал             | Финал                          | Финал                 |
| Соревнование                       | Спортсмены     | Результат    | Место        | Результат             | Место                 | Соперник/ Результат            | Место                 |
| ---------------------------------- | -------------- | ------------ | ------------ | --------------------- | --------------------- | ------------------------------ | --------------------- |
| пневматический пистолет, 10 метров | Соня Франкет   | 384          | 8 Q          | не проводится         | не проводится         | 116,5                          | 6                     |
| пистолет, 25 метров                | Соня Франкет   | 564          | 35           | завершила выступление | завершила выступление | завершила выступление          | завершила выступление |
| трап                               | Фатима Гальвес | 69           | 3 Q          | 12                    | 4 QB                  | За 3-е место                   | 4                     |
| трап                               | Фатима Гальвес | 69           | 3 Q          | 12                    | 4 QB                  | USAК. Кодждел-Анрейн П 130:131 | 4                     |

### Стрельба из лука
В квалификации соревнований лучники выполняют 12 серий выстрелов по 6 стрел с расстояния 70 метров. По итогам предварительного раунда составляется сетка плей-офф, где в 1/32 финала 1-й номер посева встречается с 64-м, 2-й с 63-м и.т.д. В поединках на выбывание спортсмены выполняют по три выстрела. Участник, набравший за эту серию больше очков получает 2 очка. Если же оба лучника набрали одинаковое количество баллов, то они получают по одному очку. Победителем пары становится лучник, первым набравший 6 очков.
Мужчины
| Соревнование              | Спортсмены                                                | Квалификация | Квалификация | 1/32 финала                 | 1/16 финала                 | 1/8 финала             | Четвертьфинал         | Полуфинал             | Финал                 | Место |
| Соревнование              | Спортсмены                                                | Результат    | Место        | Соперник Результат          | Соперник Результат          | Соперник Результат     | Соперник Результат    | Соперник Результат    | Соперник Результат    | Место |
| ------------------------- | --------------------------------------------------------- | ------------ | ------------ | --------------------------- | --------------------------- | ---------------------- | --------------------- | --------------------- | --------------------- | ----- |
| индивидуальное первенство | Хуан Игнасио Родригес                                     | 678          | 10           | MASМ. Нор Хасрин (55) В 6:0 | BELР. Рамакерс (42) В 6:0   |                        |                       |                       |                       |       |
| индивидуальное первенство | Антонио Фернандес                                         | 657          | 35           | TPEГао Хаовэнь (30) В 6:0   | ITAД. Паскуалуччи (3) В 6:2 |                        |                       |                       |                       |       |
| индивидуальное первенство | Мигель Альвариньо                                         | 651          | 44           | FRAЛ. Даниэль (21) В 6:0    | KORЛи Сын Юн (12) П 1:7     | завершил выступление   | завершил выступление  | завершил выступление  | завершил выступление  | 17    |
| командное первенство      | Мигель Альвариньо Хуан Игнасио Родригес Антонио Фернандес | 1986         | 8            | не проводится               | не проводится               | Нидерланды (9) · П 1:5 | завершили выступление | завершили выступление | завершили выступление | 9     |

Женщины
| Соревнование              | Спортсмены     | Квалификация | Квалификация | 1/32 финала              | 1/16 финала           | 1/8 финала            | Четвертьфинал         | Полуфинал             | Финал                 | Место |
| Соревнование              | Спортсмены     | Результат    | Место        | Соперник Результат       | Соперник Результат    | Соперник Результат    | Соперник Результат    | Соперник Результат    | Соперник Результат    | Место |
| ------------------------- | -------------- | ------------ | ------------ | ------------------------ | --------------------- | --------------------- | --------------------- | --------------------- | --------------------- | ----- |
| индивидуальное первенство | Адриана Мартин | 630          | 32           | TPEЛэй Цяньин (33) П 2:6 | завершила выступление | завершила выступление | завершила выступление | завершила выступление | завершила выступление | 33    |

### Теннис
Соревнования пройдут на кортах олимпийского теннисного центра. Теннисные матчи будут проходить на кортах с твёрдым покрытием DecoTurf, на которых также проходит и Открытый чемпионат США.
Мужчины
| Соревнование     | Спортсмены                             | 1/32 финала                    | 1/16 финала                          | 1/8 финала                                       | Четвертьфинал                     | Полуфинал                          | Финал                                      | Место                 |
| Соревнование     | Спортсмены                             | Соперник Результат             | Соперник Результат                   | Соперник Результат                               | Соперник Результат                | Соперник Результат                 | Соперник Результат                         | Место                 |
| ---------------- | -------------------------------------- | ------------------------------ | ------------------------------------ | ------------------------------------------------ | --------------------------------- | ---------------------------------- | ------------------------------------------ | --------------------- |
| одиночный разряд | Рафаэль Надаль (3)                     | ARGФ. Дельбонис В 6:2, 6:1     | ITAА. Сеппи В 6:3, 6:3               | Ж. Симон 7:65, 6:3                               | Т. Беллуччи 2:6, 6:4, 6:2         | Х. М. Дель-Потро 5:7, 6:4, 65:7    | Матч за 3 место К. Нисикори 2:6, 7:61, 3:6 | 3                     |
| одиночный разряд | Давид Феррер (7)                       | UZBД. Истомин В 6:2, 6:1       | RUSЕ. Донской П 6:3, 61:7, 5:7       | завершил выступление                             | завершил выступление              | завершил выступление               | завершил выступление                       | завершил выступление  |
| одиночный разряд | Роберто Баутиста Агут (10)             | RUSА. Кузнецов В 64:7, 6:2, Rt | ITAП. Лоренци 7:62, 6:2              | LUXЖ. Мюллер 6:4, 7:64                           | Х. М. Дель-Потро 5:7, 64:7        |                                    |                                            |                       |
| одиночный разряд | Альберт Рамос-Виньолас                 | JPNК. Нисикори (4) П 2:6, 4:6  | завершил выступление                 | завершил выступление                             | завершил выступление              | завершил выступление               | завершил выступление                       | завершил выступление  |
| парный разряд    | Марк Лопес Рафаэль Надаль (6)          | не проводится                  | NEDР. Хасе / Ж.-Ж. Ройер В 6:4, 6:4  | ARGХ.М. дель Потро / М. Гонсалес В 6:3, 5:7, 6:2 | AUTО. Марах / А. Пейя В 6:3, 6:1  | Д. Нестор / В. Поспишил 7:61, 7:64 | Ф. Мерджа / Х. Текэу 6:2, 3:6, 6:4         | 1                     |
| парный разряд    | Роберто Баутиста Агут Давид Феррер (8) | не проводится                  | CZEЛ. Росол / Р. Штепанек В 6:1, 6:4 | POLЛ. Кубот / М. Матковский В 6:3, 7:65          | USAС. Джонсон / Д. Сок П 2:6, 4:6 | завершили выступление              | завершили выступление                      | завершили выступление |

Женщины
| Соревнование     | Спортсмены                                    | 1/32 финала                    | 1/16 финала                                 | 1/8 финала                                   | Четвертьфинал                     | Полуфинал             | Финал                 | Место                 |
| Соревнование     | Спортсмены                                    | Соперник Результат             | Соперник Результат                          | Соперник Результат                           | Соперник Результат                | Соперник Результат    | Соперник Результат    | Место                 |
| ---------------- | --------------------------------------------- | ------------------------------ | ------------------------------------------- | -------------------------------------------- | --------------------------------- | --------------------- | --------------------- | --------------------- |
| одиночный разряд | Гарбинье Мугуруса (3)                         | ROUК-А. Миту В 6:2, 6:2        | JPNН. Хибино В 6:1, 6:1                     | PURМ. Пуиг П 1:6, 1:6                        | завершила выступление             | завершила выступление | завершила выступление | завершила выступление |
| одиночный разряд | Карла Суарес Наварро (9)                      | SRBА. Иванович В 2:6, 6:1, 6:2 | CROА. Конюх В 7:65, 6:3                     | USAМ. Киз (7) П 3:6, 6:3, 3:6                | завершила выступление             | завершила выступление | завершила выступление | завершила выступление |
| парный разряд    | Гарбинье Мугуруса Карла Суарес Наварро (4)    | не проводится                  | BRAП. К. Гонсалвес / Т. Перейра В 7:66, 6:2 | BELК. Флипкенс / Я. Викмайер В 7:5, 2:6, 6:2 | Е. Макарова / Е. Веснина 3:6, 4:6 |                       |                       |                       |
| парный разряд    | Анабель Медина Гарригес Аранча Парра Сантонха | не проводится                  | USAБ. Маттек-Сандс / К. Вандевеге 1:6, 1:6  | завершили выступление                        | завершили выступление             | завершили выступление | завершили выступление | завершили выступление |

Смешанный разряд
| Спортсмены                        | 1/8 финала                        | Четвертьфинал | Полуфинал | Финал |
| --------------------------------- | --------------------------------- | ------------- | --------- | ----- |
| Рафаэль Надаль Гарбинье Мугуруса  | Л. Градецкая / Р. Штепанек Неявка |               |           |       |
| Давид Феррер Карла Суарес-Наварро | Х. Уотсон / Э. Маррей 3:6, 3:6    |               |           |       |

### Триатлон
Соревнования по триатлону пройдут на территории форта Копакабана. Дистанция состоит из 3-х этапов — плавание (1,5 км), велоспорт (43 км), бег (10 км).
Мужчины
| Соревнование              | Спортсмены        | Плавание | Смена | Велоспорт | Смена | Бег | Итоговое время | Место | Отставание |
| ------------------------- | ----------------- | -------- | ----- | --------- | ----- | --- | -------------- | ----- | ---------- |
| индивидуальное первенство | Фернандо Аларса   |          |       |           |       |     |                |       |            |
| индивидуальное первенство | Хавьер Гомес Нойя |          |       |           |       |     |                |       |            |
| индивидуальное первенство | Марио Мола        |          |       |           |       |     |                |       |            |

Женщины
| Соревнование              | Спортсмены      | Плавание | Смена | Велоспорт | Смена | Бег | Итоговое время | Место | Отставание |
| ------------------------- | --------------- | -------- | ----- | --------- | ----- | --- | -------------- | ----- | ---------- |
| индивидуальное первенство | Мирьям Касильяс |          |       |           |       |     |                |       |            |
| индивидуальное первенство | Айноа Муруа     |          |       |           |       |     |                |       |            |
| индивидуальное первенство | Каролина Рутье  |          |       |           |       |     |                |       |            |

### Тхэквондо
Соревнования по тхэквондо проходят по системе с выбыванием. Для победы в турнире спортсмену необходимо одержать 4 победы. Тхэквондисты, проигравшие по ходу соревнований будущим финалистам, принимают участие в утешительном турнире за две бронзовые медали.
Мужчины
В категории до 68 кг Испанию представлял единственный в истории олимпийский чемпион в тхэквондо Хоэль Гонсалес. По сравнению с прошлыми Играми Гонсалес перешёл в более тяжёлую весовую категорию. На турнире Хоэль был посеян под 6-м номером. Победив в двух первых поединках испанский тхэквондист пробился в полуфинал, где неожиданно уступил малоизвестному иорданскому спортсмену Ахмаду Абугауш. В поединке за третье место соперником Гонсалеса стал венесуэлец Эдгар Контрерас, который незадолго до этого выбил из турнира олимпийского чемпиона 2012 года в данной категории турка Сервета Тазегюля. «Бронзовый» поединок прошёл в упорной борьбе и завершился победой испанца со счётом 4:3. По итогам соревнований Гонсалес стал первым тхэквондистом из Испании, кому удалось стать двукратным призёром Олимпийских игр.
| Категория | Спортсмены     | Первый раунд       | Четвертьфинал        | Полуфинал            | Финал                 | Место |
| Категория | Спортсмены     | Соперник Результат | Соперник Результат   | Соперник Результат   | Соперник Результат    | Место |
| --------- | -------------- | ------------------ | -------------------- | -------------------- | --------------------- | ----- |
| до 58 кг  |                |                    |                      |                      |                       |       |
| до 68 кг  | Хоэль Гонсалес | CROФ. Гргич В 4:3  | MGLП. Темуужин В 7:4 | JORА. Абугауш П 7:12 | За 3-е место          | 3     |
| до 68 кг  | Хоэль Гонсалес | CROФ. Гргич В 4:3  | MGLП. Темуужин В 7:4 | JORА. Абугауш П 7:12 | VENЭ. Контрерас В 4:3 | 3     |

Женщины
| Категория | Спортсмены | Первый раунд       | Четвертьфинал      | Полуфинал          | Финал              | Место |
| Категория | Спортсмены | Соперник Результат | Соперник Результат | Соперник Результат | Соперник Результат | Место |
| --------- | ---------- | ------------------ | ------------------ | ------------------ | ------------------ | ----- |
| до 57 кг  |            |                    |                    |                    |                    |       |

### Тяжёлая атлетика
Каждый НОК самостоятельно выбирает категорию в которой выступит её тяжелоатлет. В рамках соревнований проводятся два упражнения - рывок и толчок. В каждом из упражнений спортсмену даётся 3 попытки. Победитель определяется по сумме двух упражнений. При равенстве результатов победа присуждается спортсмену, с меньшим собственным весом.
Мужчины
| Категория | Спортсмены         | Вес   | Рывок | Рывок | Рывок | Толчок | Толчок | Толчок | Всего | Место |
| Категория | Спортсмены         | Вес   | 1     | 2     | 3     | 1      | 2      | 3      | Всего | Место |
| --------- | ------------------ | ----- | ----- | ----- | ----- | ------ | ------ | ------ | ----- | ----- |
| до 56 кг  | Хосуэ Брачи Гарсия | 55,67 | 120   | 120   | 120   | —      | —      | —      | —     | DNF   |
| до 69 кг  | Давид Санчес       | 68,61 | 137   | 142   | 145   | 170    | 175    | 177    | 317   | 10    |
| до 77 кг  | Андрес Мата        | 76,32 | 145   | 150   | 153   | 185    | 190    | 190    | 343   | 7     |

Женщины
| Категория | Спортсмены | Вес | Рывок | Рывок | Рывок | Толчок | Толчок | Толчок | Всего | Место |
| Категория | Спортсмены | Вес | 1     | 2     | 3     | 1      | 2      | 3      | Всего | Место |
| --------- | ---------- | --- | ----- | ----- | ----- | ------ | ------ | ------ | ----- | ----- |
|           |            |     |       |       |       |        |        |        |       |       |

### Хоккей на траве

#### Мужчины
Мужская сборная Испании квалифицировалась на Игры по итогам полуфинала Мировой лиги 2014/15.
Состав
| Номер         | Имя     | Дата рождения | Рост, см | Вес, кг | Клуб    | Игры    | Голы    |
| Вратари       | Вратари | Вратари       | Вратари  | Вратари | Вратари | Вратари | Вратари |
| ------------- | ------- | ------------- | -------- | ------- | ------- | ------- | ------- |
|               |         |               |          |         |         |         |         |
| Защитники     |         |               |          |         |         |         |         |
|               |         |               |          |         |         |         |         |
| Полузащитники |         |               |          |         |         |         |         |
|               |         |               |          |         |         |         |         |
| Нападающие    |         |               |          |         |         |         |         |
|               |         |               |          |         |         |         |         |

| Имя             | Гражданство | Дата рождения |
| --------------- | ----------- | ------------- |
| Фредерик Суайез | Франция     |               |

Результаты
Групповой этап (Группа A)
| Место | Команда        | И | В | Н | П | ГЗ | ГП | +/- | Очки |
| ----- | -------------- | - | - | - | - | -- | -- | --- | ---- |
| 1     | Бельгия        | 5 | 4 | 0 | 1 | 21 | 5  | +16 | 12   |
| 2     | Испания        | 5 | 3 | 1 | 1 | 13 | 6  | +7  | 10   |
| 3     | Австралия      | 5 | 3 | 0 | 2 | 13 | 4  | +9  | 9    |
| 4     | Новая Зеландия | 5 | 2 | 1 | 2 | 17 | 8  | +9  | 7    |
| 5     | Великобритания | 5 | 1 | 2 | 2 | 14 | 10 | +4  | 5    |
| 6     | Бразилия       | 5 | 0 | 0 | 5 | 1  | 46 | -45 | 0    |

| 6 августа 2016 19:30 UTC-3                                                                         | \| Испания \| 7:0 (0:0, 1:0, 4:0, 2:0) Протокол \| Бразилия \| \| Чави Льеонарт 16', 42' · Рок Олива 35' · Хосеп Ромеу 35', 52' · Висенк Руис 45' · Давид Алегре 55' \| Голы \| \| | Олимпийский хоккейный центр, Рио-де-Жанейро Судьи: Марцин Грохаль, Чжэнь Дэкан |
| Испания                                                                                            | 7:0 (0:0, 1:0, 4:0, 2:0) Протокол | Бразилия                                                                       |
| Чави Льеонарт 16', 42' · Рок Олива 35' · Хосеп Ромеу 35', 52' · Висенк Руис 45' · Давид Алегре 55' | Голы |                                                                                |

| 7 августа 2016 20:30 UTC-3 | \| Австралия \| 0:1 (0:1, 0:0, 0:0, 0:0) Протокол \| Испания \| \| \| Голы \| Алекс Касасаяс 6' \| | Олимпийский хоккейный центр, Рио-де-Жанейро Судьи: Кристиан Блаш, Коэн ван Бюнге |
| Австралия                  | 0:1 (0:1, 0:0, 0:0, 0:0) Протокол                                                                  | Испания                                                                          |
|                            | Голы                                                                                               | Алекс Касасаяс 6'                                                                |

| 9 августа 2016 10:00 UTC-3 | \| Новая Зеландия \| 2:3 (1:2, 1:0, 0:0, 0:1) Протокол \| Испания \| \| Саймон Чайлд 3', 30' \| Голы \| Рок Олива 1' · Алекс Касасаяс 10' · Чави Льеонарт 60' \| | Олимпийский хоккейный центр, Рио-де-Жанейро Судьи: Кристиан Блаш Херман Монтес де Оса |
| Новая Зеландия             | 2:3 (1:2, 1:0, 0:0, 0:1) Протокол | Испания                                                                               |
| Саймон Чайлд 3', 30'       | Голы | Рок Олива 1' · Алекс Касасаяс 10' · Чави Льеонарт 60'                                 |

| 11 августа 2016 13:30 UTC-3 | \| Испания \| \| Бельгия \| | Олимпийский хоккейный центр, Рио-де-Жанейро |
| Испания                     |                             | Бельгия                                     |

| 12 августа 2016 17:00 UTC-3 | \| Великобритания \| \| Испания \| | Олимпийский хоккейный центр, Рио-де-Жанейро |
| Великобритания              |                                    | Испания                                     |

#### Женщины
Женская сборная Испании квалифицировалась на Игры по итогам полуфинала Мировой лиги 2014/15.
Состав
| Номер         | Имя     | Дата рождения | Рост, см | Вес, кг | Клуб    | Игры    | Голы    |
| Вратари       | Вратари | Вратари       | Вратари  | Вратари | Вратари | Вратари | Вратари |
| ------------- | ------- | ------------- | -------- | ------- | ------- | ------- | ------- |
|               |         |               |          |         |         |         |         |
| Защитники     |         |               |          |         |         |         |         |
|               |         |               |          |         |         |         |         |
| Полузащитники |         |               |          |         |         |         |         |
|               |         |               |          |         |         |         |         |
| Нападающие    |         |               |          |         |         |         |         |
|               |         |               |          |         |         |         |         |

| Имя        | Гражданство | Дата рождения |
| ---------- | ----------- | ------------- |
| Адриан Лок |             |               |

Результаты
Групповой этап (Группа A)
| Место | Команда          | И | В | Н | П | ГЗ | ГП | +/- | Очки |
| ----- | ---------------- | - | - | - | - | -- | -- | --- | ---- |
| 1     | Нидерланды       | 5 | 4 | 1 | 0 | 13 | 1  | +12 | 13   |
| 2     | Новая Зеландия   | 5 | 3 | 1 | 1 | 11 | 5  | +6  | 10   |
| 3     | Германия         | 5 | 2 | 1 | 2 | 6  | 6  | 0   | 7    |
| 4     | Испания          | 5 | 2 | 0 | 3 | 6  | 12 | -6  | 6    |
| 5     | Китай            | 5 | 1 | 2 | 2 | 3  | 5  | -2  | 5    |
| 6     | Республика Корея | 5 | 0 | 1 | 4 | 3  | 13 | -10 | 1    |

| 7 августа 2016 12:30 UTC-3                                                          | \| Нидерланды \| 5:0 (1:0, 3:0, 0:0, 1:0) Протокол \| Испания \| \| Лидевей Велтен 12' · Лаурин Лёринк 16' · Марлус Кетелс 19' · Мартье Паумен 23', 49' \| Голы \| \| | Олимпийский хоккейный центр, Рио-де-Жанейро Судьи: Эми Бакстер, Эмбер Чёрч |
| Нидерланды                                                                          | 5:0 (1:0, 3:0, 0:0, 1:0) Протокол | Испания                                                                    |
| Лидевей Велтен 12' · Лаурин Лёринк 16' · Марлус Кетелс 19' · Мартье Паумен 23', 49' | Голы |                                                                            |

| 8 августа 2016 19:30 UTC-3 | \| Испания \| 0:2 (0:1, 0:1, 0:0, 0:0) Протокол \| Китай \| \| \| Голы \| Чжао Юйдяо 8' · Пэн Ян 25' \| | Олимпийский хоккейный центр, Рио-де-Жанейро Судьи: Эмбер Чёрч Мишель Майстер |
| Испания                    | 0:2 (0:1, 0:1, 0:0, 0:0) Протокол                                                                       | Китай                                                                        |
|                            | Голы | Чжао Юйдяо 8' · Пэн Ян 25'                                                   |

| 10 августа 2016 10:00 UTC-3 | \| Испания \| 1:2 (0:0, 0:1, 0:0, 1:1) Протокол \| Новая Зеландия \| \| Карлота Печаме 60' \| Голы \| Келси Смит 22', 51' \| | Олимпийский хоккейный центр, Рио-де-Жанейро Судьи: Ирен Пресенки Елена Эскина |
| Испания                     | 1:2 (0:0, 0:1, 0:0, 1:1) Протокол                                                                                            | Новая Зеландия                                                                |
| Карлота Печаме 60'          | Голы | Келси Смит 22', 51'                                                           |

| 11 августа 2016 17:00 UTC-3 | \| Германия \| \| Испания \| | Олимпийский хоккейный центр, Рио-де-Жанейро |
| Германия                    |                              | Испания                                     |

| 13 августа 2016 17:00 UTC-3 | \| Республика Корея \| \| Испания \| | Олимпийский хоккейный центр, Рио-де-Жанейро |
| Республика Корея            |                                      | Испания                                     |